# Historische Innenstadt (Bayreuth)

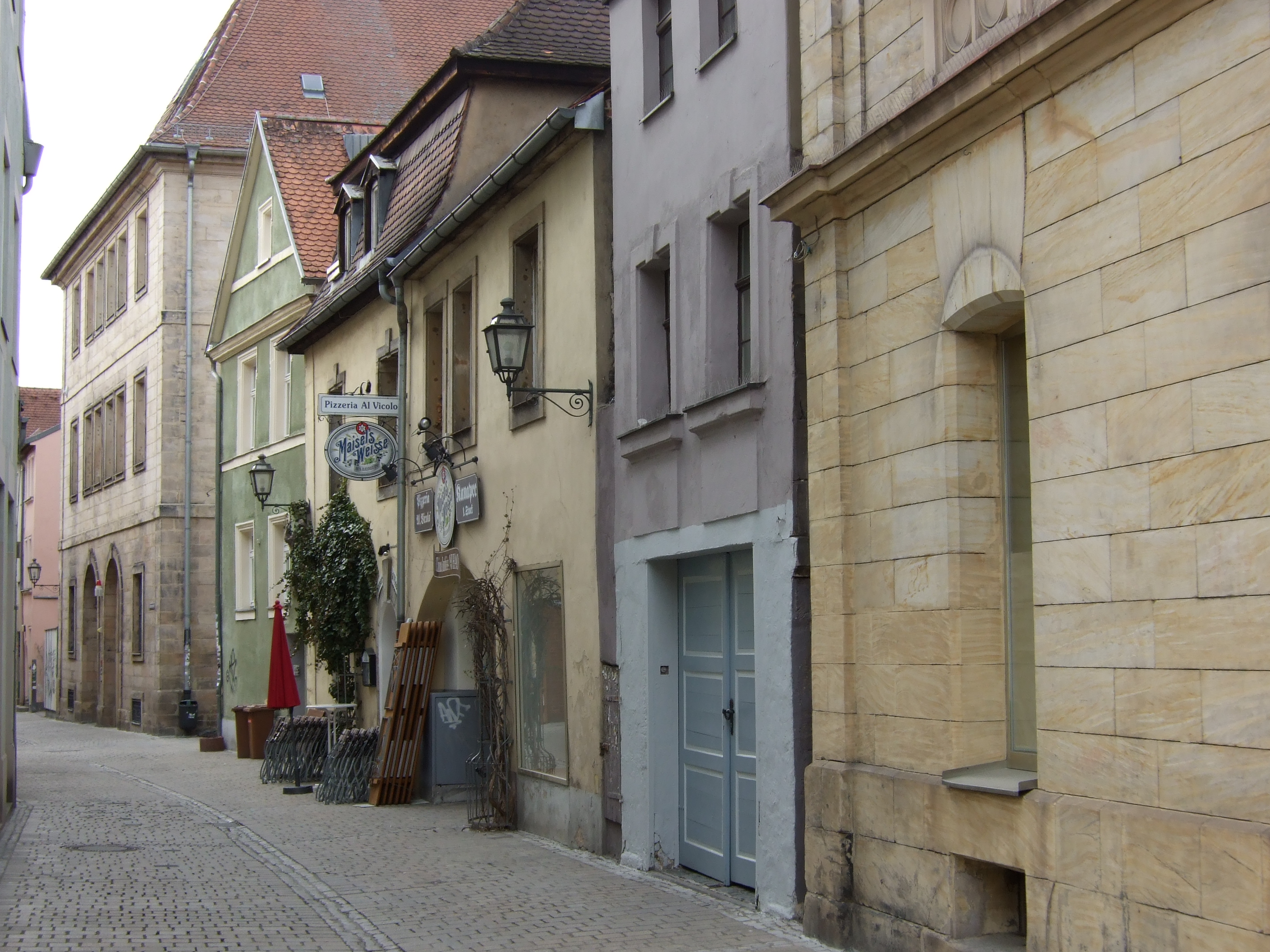
Kämmereigasse im „Gassenviertel“

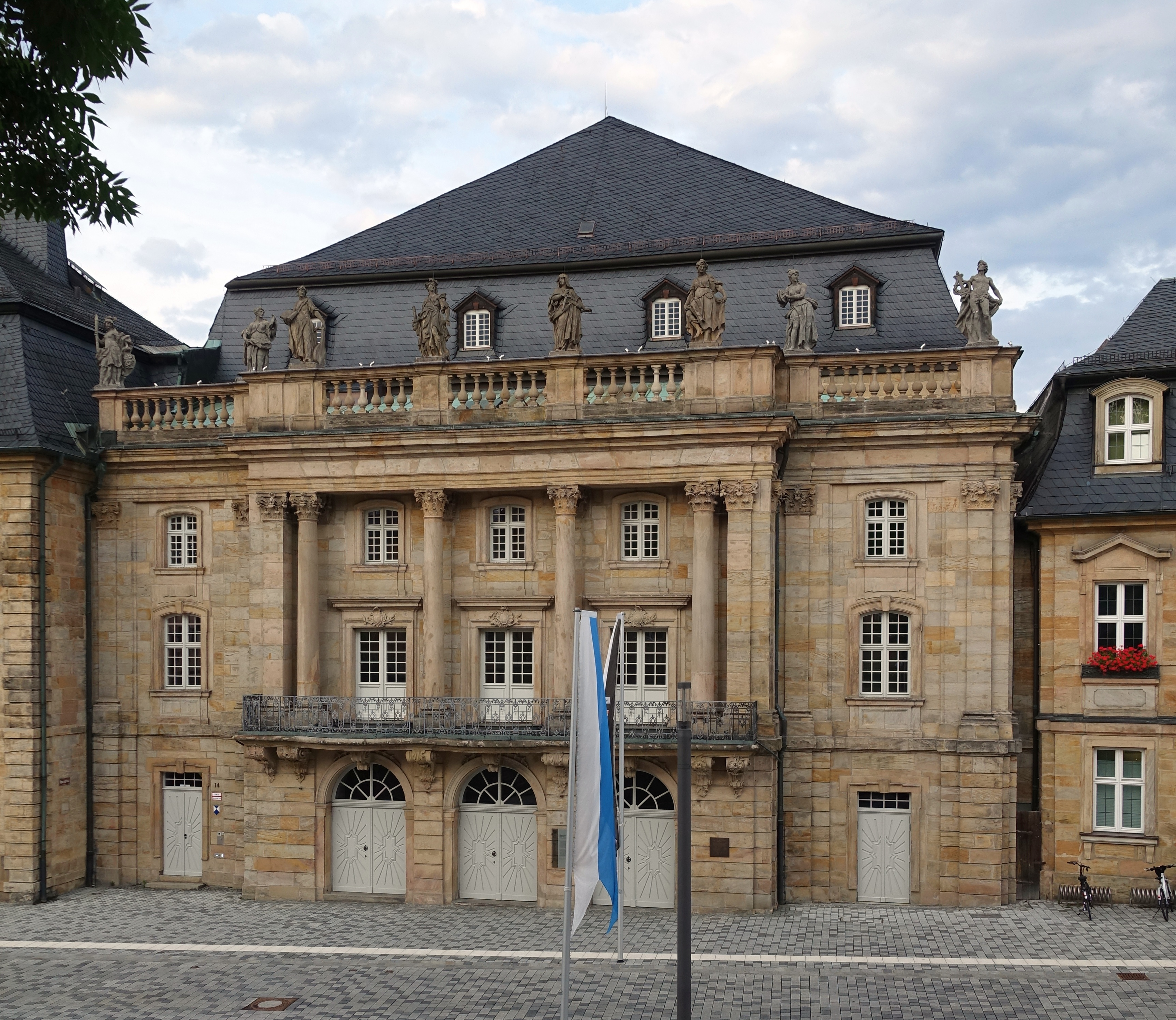
Weltkulturerbe Markgräfliches Opernhaus

Die historische Innenstadt von Bayreuth darf nicht mit dem weit außerhalb des Zentrums gelegenen Stadtteil Altstadt (bis ins 19. Jahrhundert Altenstadt) verwechselt werden. Aus diesem Grund wäre die Bezeichnung Altstadt für den Stadtkern irreführend und ist daher nicht gebräuchlich.

## Lage
Als historische Innenstadt wird der Bereich innerhalb des heutigen Stadtkernrings behandelt. Er umfasst den alten Stadtkern intra muros, der bis zur Markgrafenzeit mit der Stadt quasi identisch war, und die Erweiterungen in diesem Gebiet, wie z. B. Oberes Tor und Dammallee.

## Geschichte

Stadtplan aus dem Jahr 1851

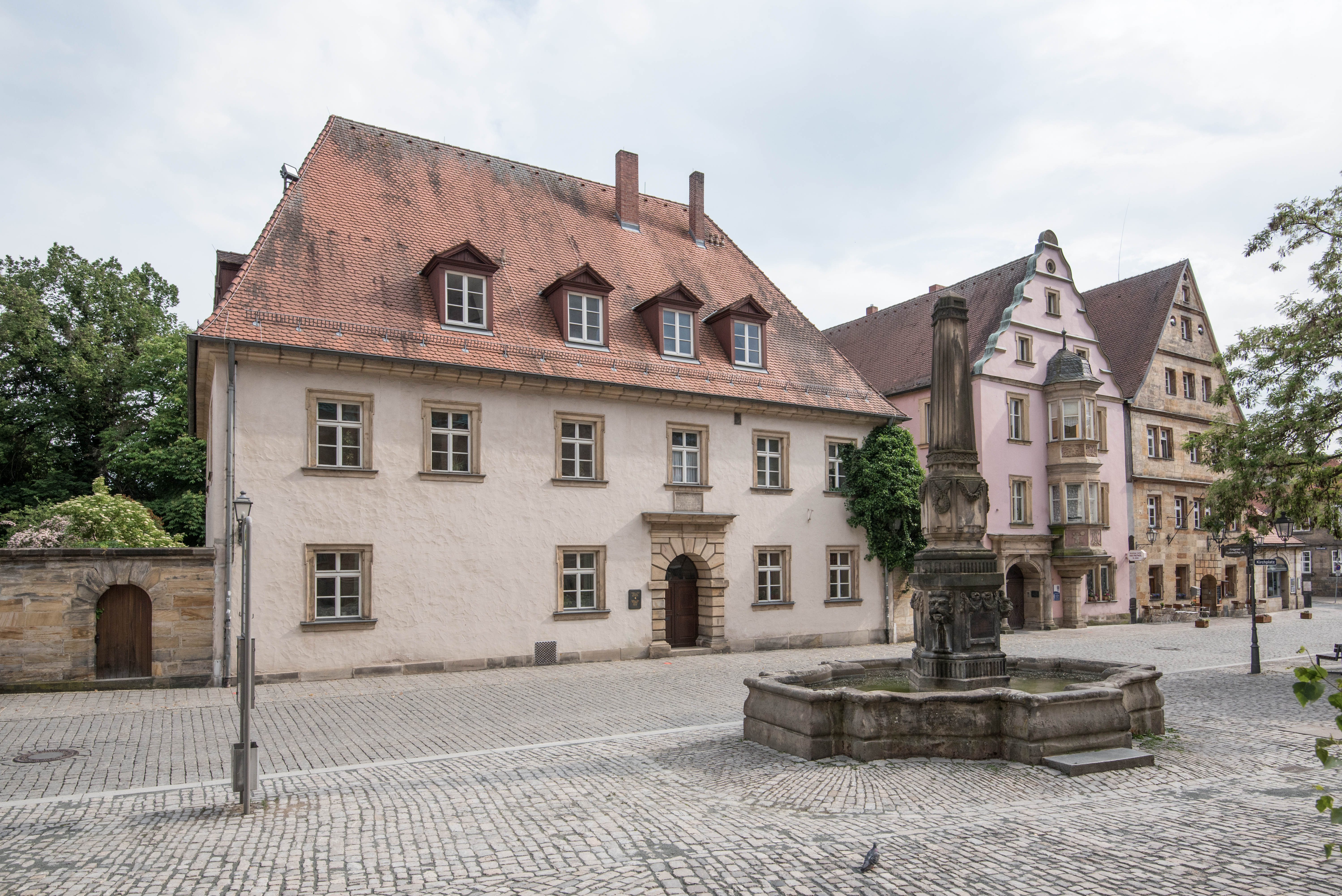
Kanzleistraße mit (von links) Dekanat und den Burggütern Seckendorffer Haus und Nanckenreuther Haus, im Vordergrund der Obeliskenbrunnen

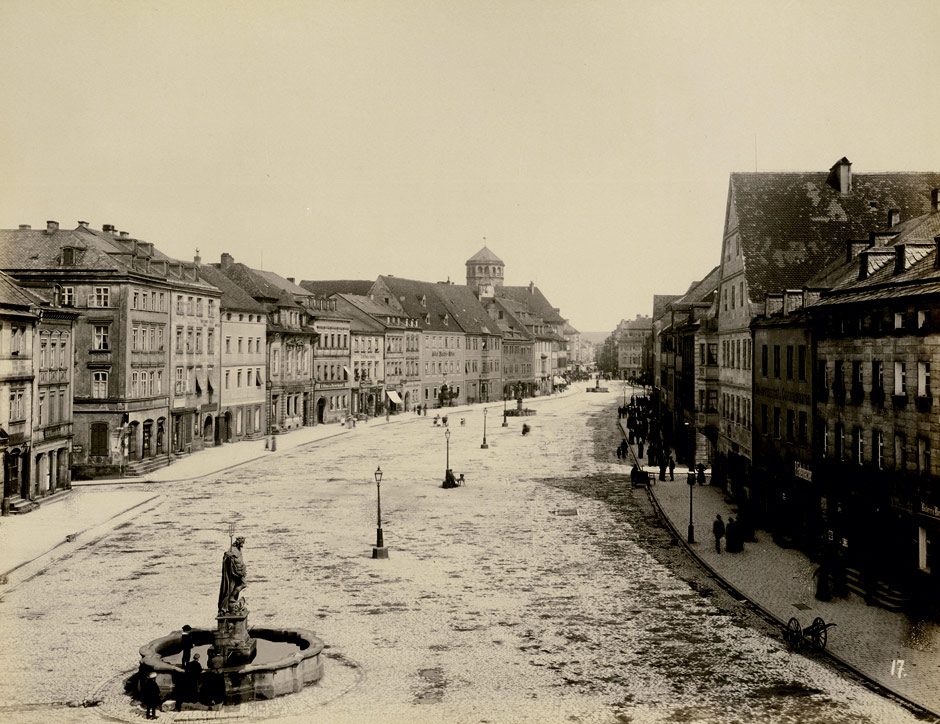
Obere Maximilianstraße (meist nur „Markt“ genannt) im Jahr 1891

Der älteste Kern des Städtchens Bayreuth, 1231 erstmals als „civitas“ (Stadt) erwähnt, entstand um den – für meranische Siedlungen typischen – langgezogenen Straßenmarkt. Mit den südlich anschließenden Gassen um die „Pfarr peyr Reut“, den Vorgängerbau der Stadtkirche, bildete er eine bescheidene ummauerte Stadtanlage. Erst im Spätmittelalter kamen Keimzellen von Vorstädten außerhalb der Stadtmauer hinzu.
Im Jahr 1430 wurde die Stadt von den Hussiten stark zerstört, die Kirchen, das Rathaus und viele Bürgerhäuser wurden niedergebrannt. Die stadtgeschichtlich bedeutenden Dokumente aus der davorliegenden Zeit gingen dabei weitgehend verloren.
Zwei große Stadtbrände in den Jahren 1605 und 1621 vernichteten große Teile der Bausubstanz (Holzhäuser), im Dreißigjährigen Krieg wurde die Stadt 1634 und 1640 geplündert und teilweise zerstört. Die Grundrissstruktur der mittelalterlichen Straßen, Gassen und Parzellen blieb jedoch weitgehend erhalten.

Stadtansicht von Westen Richtung Pauschenberglein mit dem betonierten neuen Bett des Sendelbachs, 1908

Neben der Stadtkirche gehören die Burggüter zu den ältesten noch vorhandenen Gebäuden. 1398 sind das Nanckenreuther Haus (Kanzleistraße 15) und das Seckendorffer Haus (Kanzleistraße 13) belegt, Letzteres wurde ab 1511 nahezu neu gebaut. 1461 ist die Plassenberger Hofstatt (Sophienstraße 22) nachweisbar. Zu ihnen gesellt sich das alte Zeug- und Vorratshaus am Eingang zur Sophienstraße mit seinem breitauslaufenden Giebel.
Einen Wachstumsschub erfuhr die Stadt als Residenzstadt der Markgrafen. Der Sitz des Fürstentums war 1603 von Kulmbach nach Bayreuth verlegt worden. In den Regierungszeiten der Markgrafen Christian Ernst (1655–1712) bis Friedrich (1735–1763) erlebte die Stadt als kleines Zentrum absolutistischer Herrschaftsausübung eine kulturelle und städtebauliche Blüte. Sie hat das Stadtbild nachhaltig geprägt. Markgraf Georg Wilhelm ließ 1723 vor der nördlichen Stadtmauer den Stadtgraben auffüllen und dort von Privatleuten Gärten anlegen. Davor ließ er zwei dichte Kastanienreihen pflanzen, die einen neu geschaffenen öffentlichen Spazierweg („Schwarze Allee“ im Verlauf der heutigen Kanalstraße) flankierten.
Auf eine erneute Phase weitgehenden Stillstands folgte ab Mitte des 19. Jahrhunderts eine vorwiegend gewerblich geprägte Stadtentwicklung, der in der Innenstadt bis in die jüngste Zeit immer wieder alte Häuser zum Opfer fielen. In bescheidenerem Umfang wurde nach den Zerstörungen des Zweiten Weltkriegs historische Substanz wie die Fassade des Alten Schlosses auch wieder aufgebaut.
In den 1850er Jahren ließ der Magistrat die Fettöl-Laternen über den Straßen durch eine Gasbeleuchtung ersetzen. Im Mai 1887 wurden die Ludwig- und die Opernstraße erstmals provisorisch mit zehn Bogenlampen elektrisch beleuchtet. Die erste dauerhafte elektrische Straßenbeleuchtung der Innenstadt wurde jedoch erst 1893 installiert.

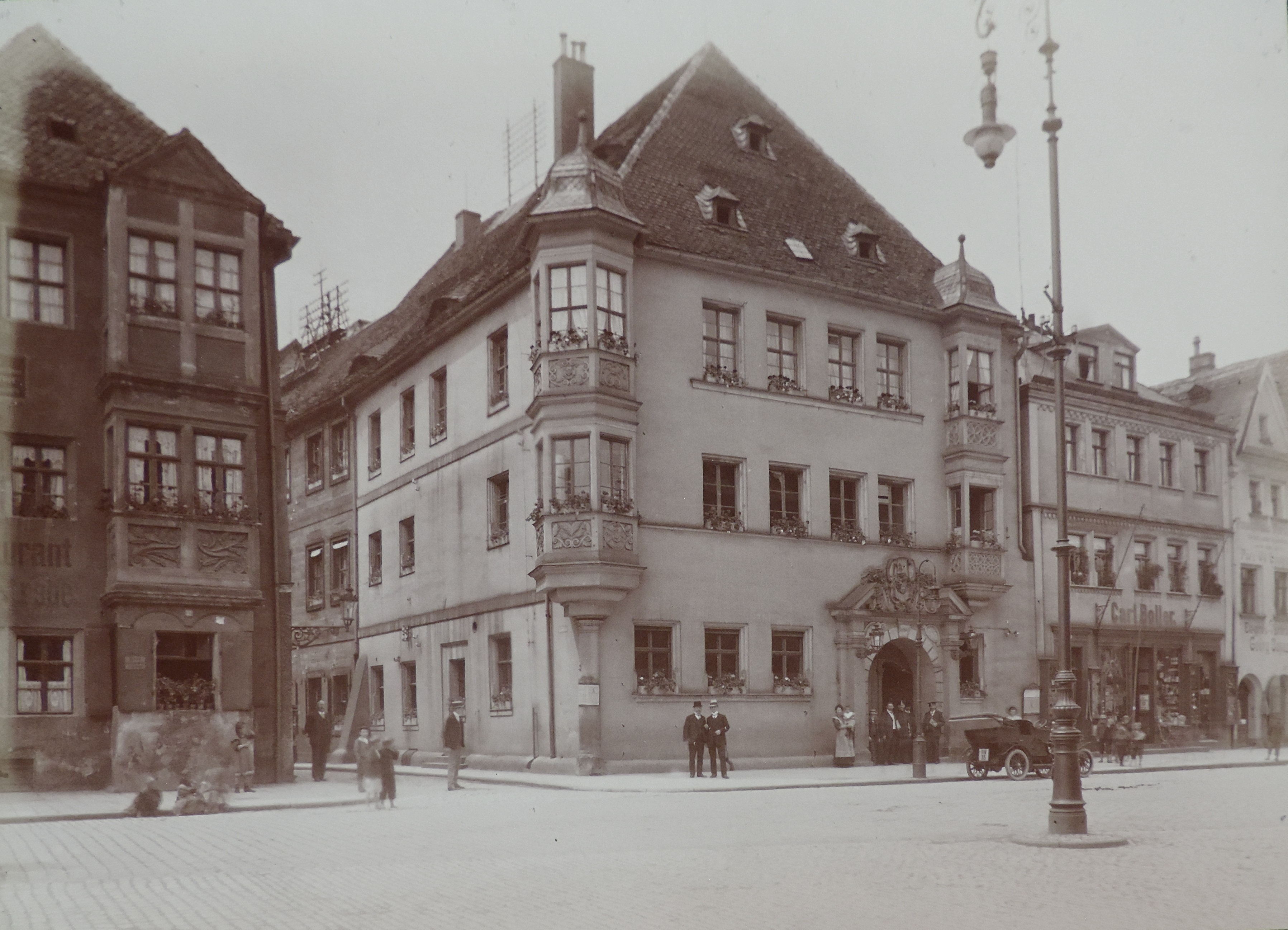
Altes Rathaus in der Maximilianstraße, links das Geburtshaus des Philosophen Max Stirner
Gastwirtschaft Angermann und Wirtshaus Weißes Lamm in der Kanzleistraße, 1892 abgerissen
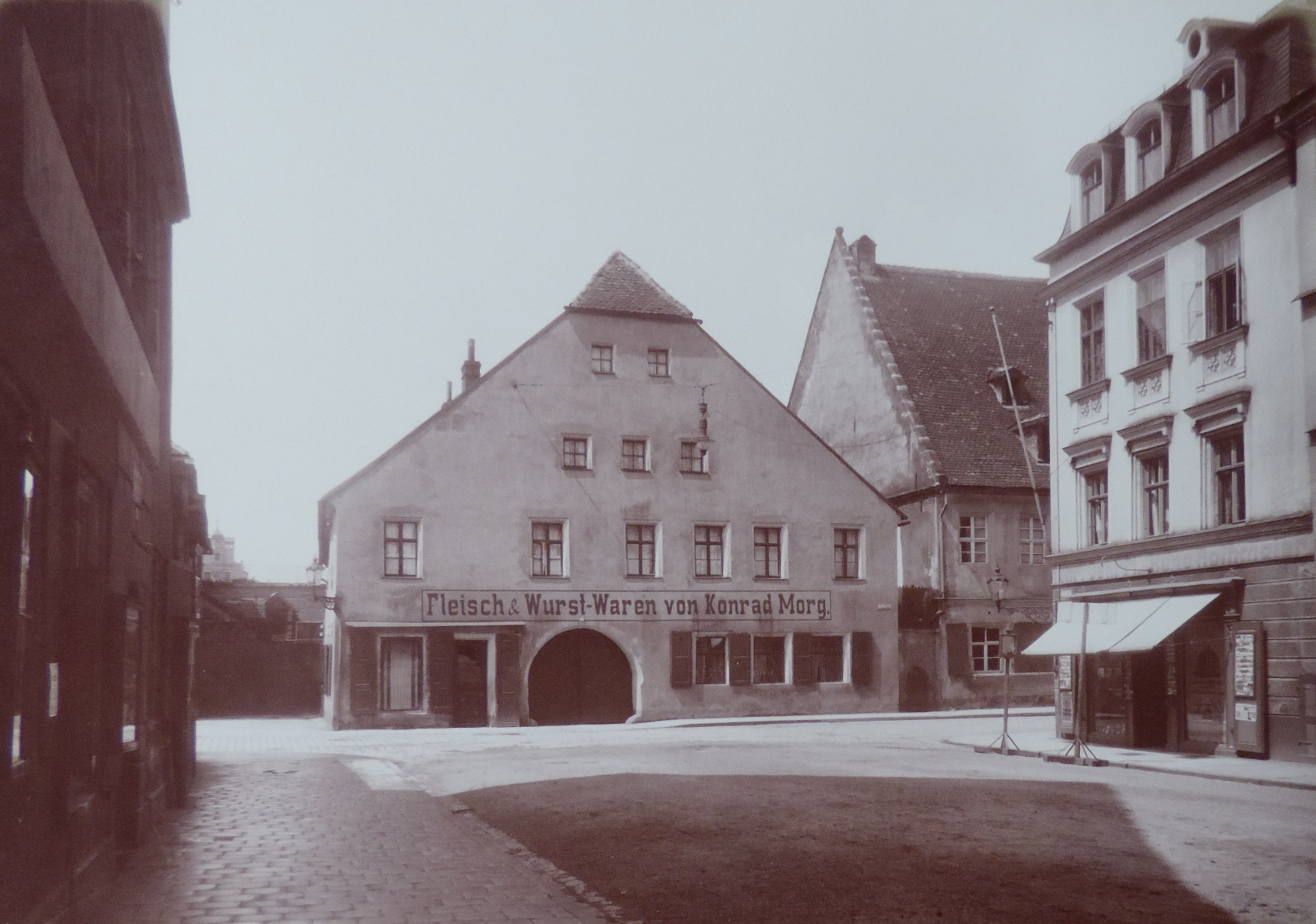
Ehemaliges Zeug- und Vorratshaus (Sophienstraße 32) am Ende der Kanzleistraße, um 1910
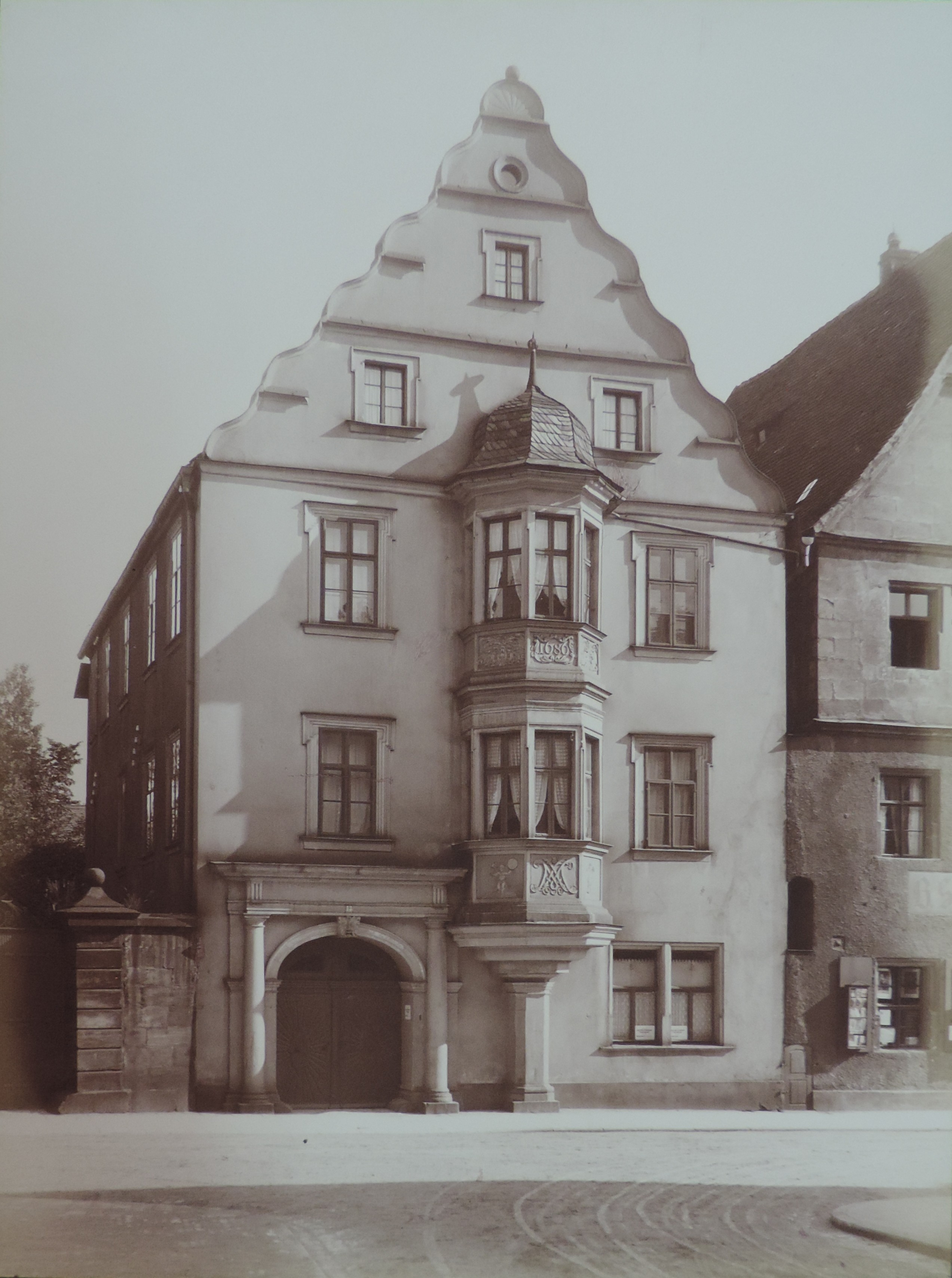
Seckendorffer Burggut in der Kanzleistraße, um 1910
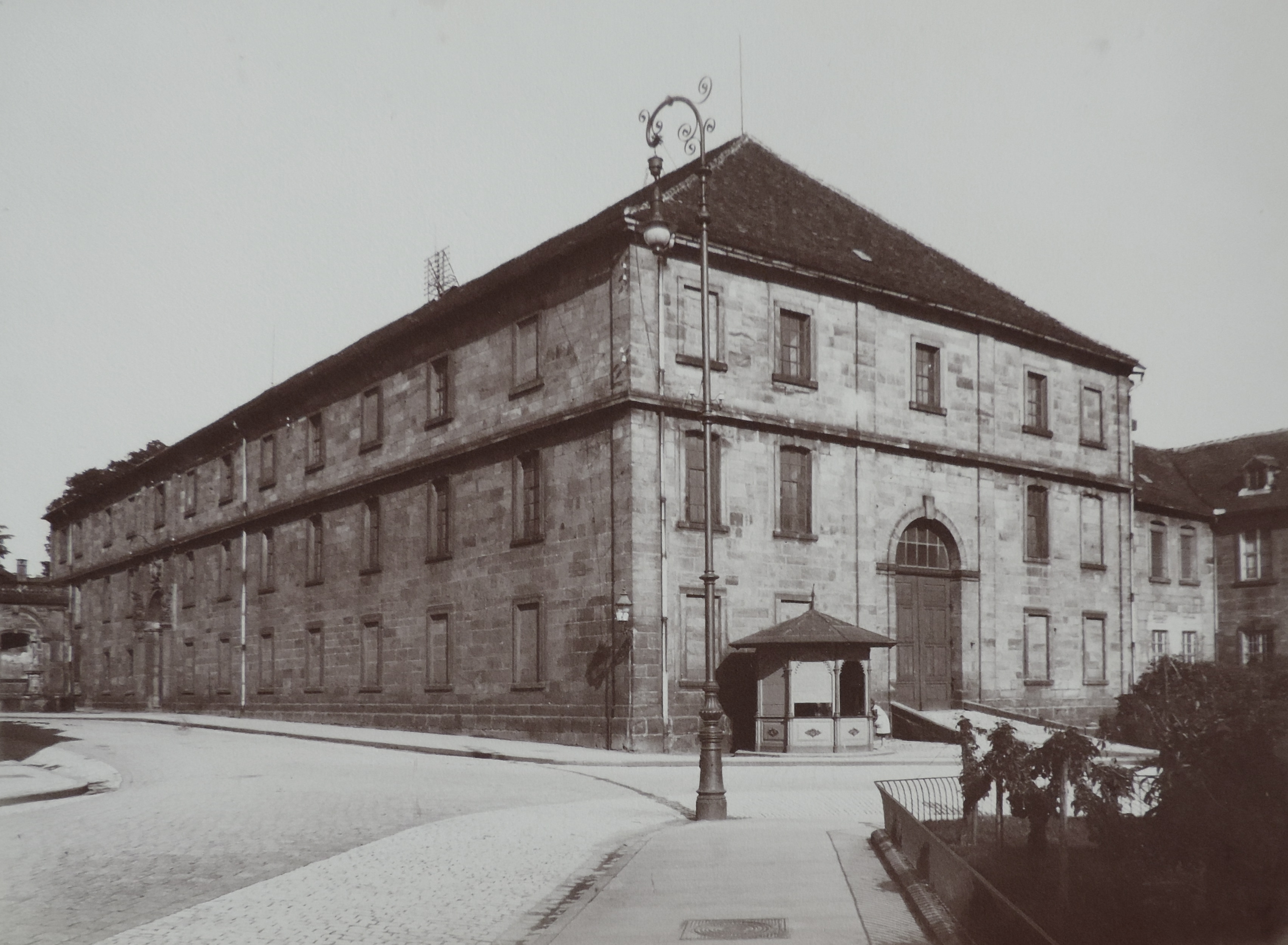
Ehemalige Reithalle der Markgrafen, heute Stadthalle

## Struktur

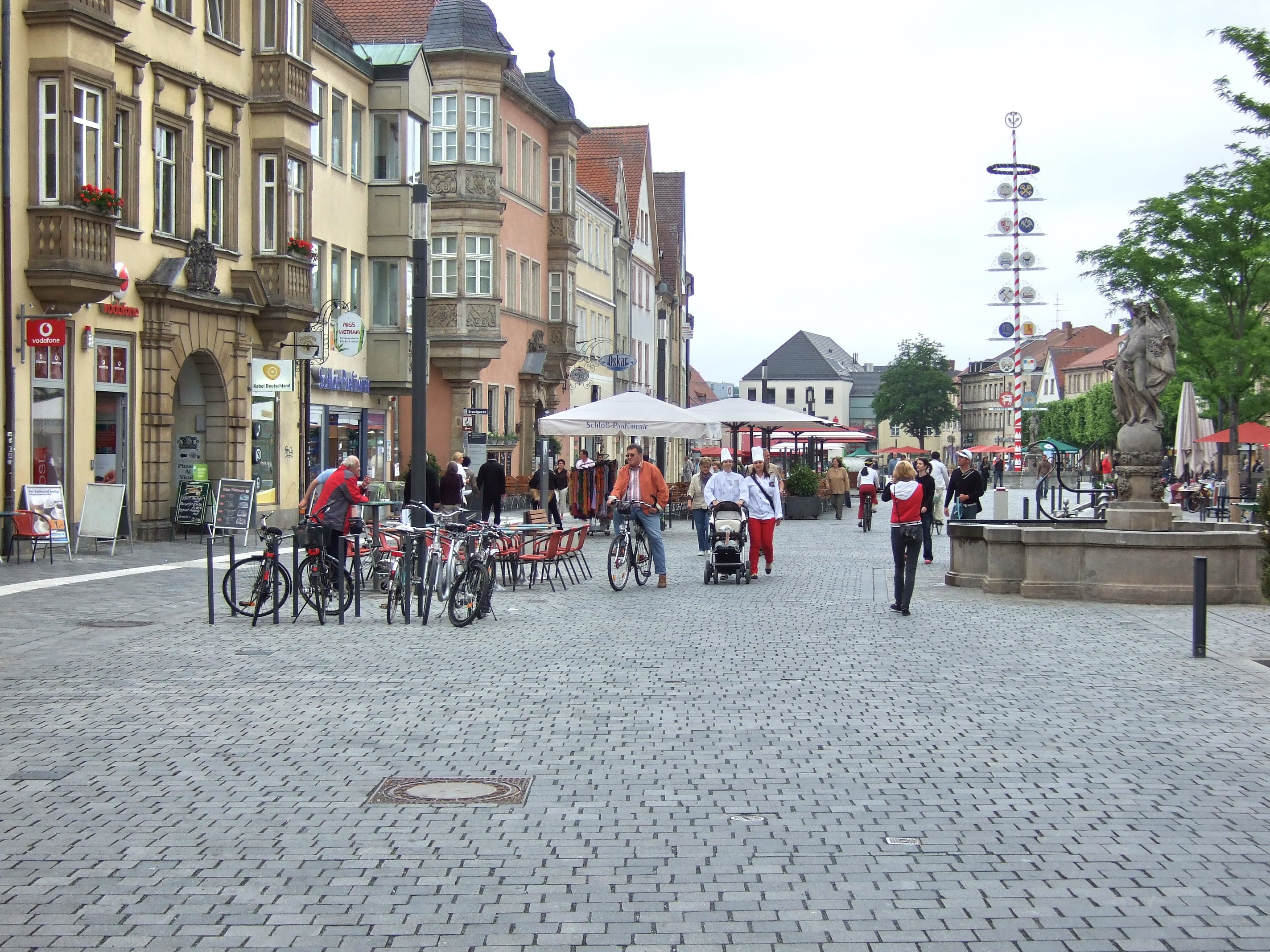
Straßenmarkt Maximilianstraße

Spitalkirche und Gerichtsgebäude am unteren Markt, dazwischen die Gasse zum Mühltürlein (um 1900)

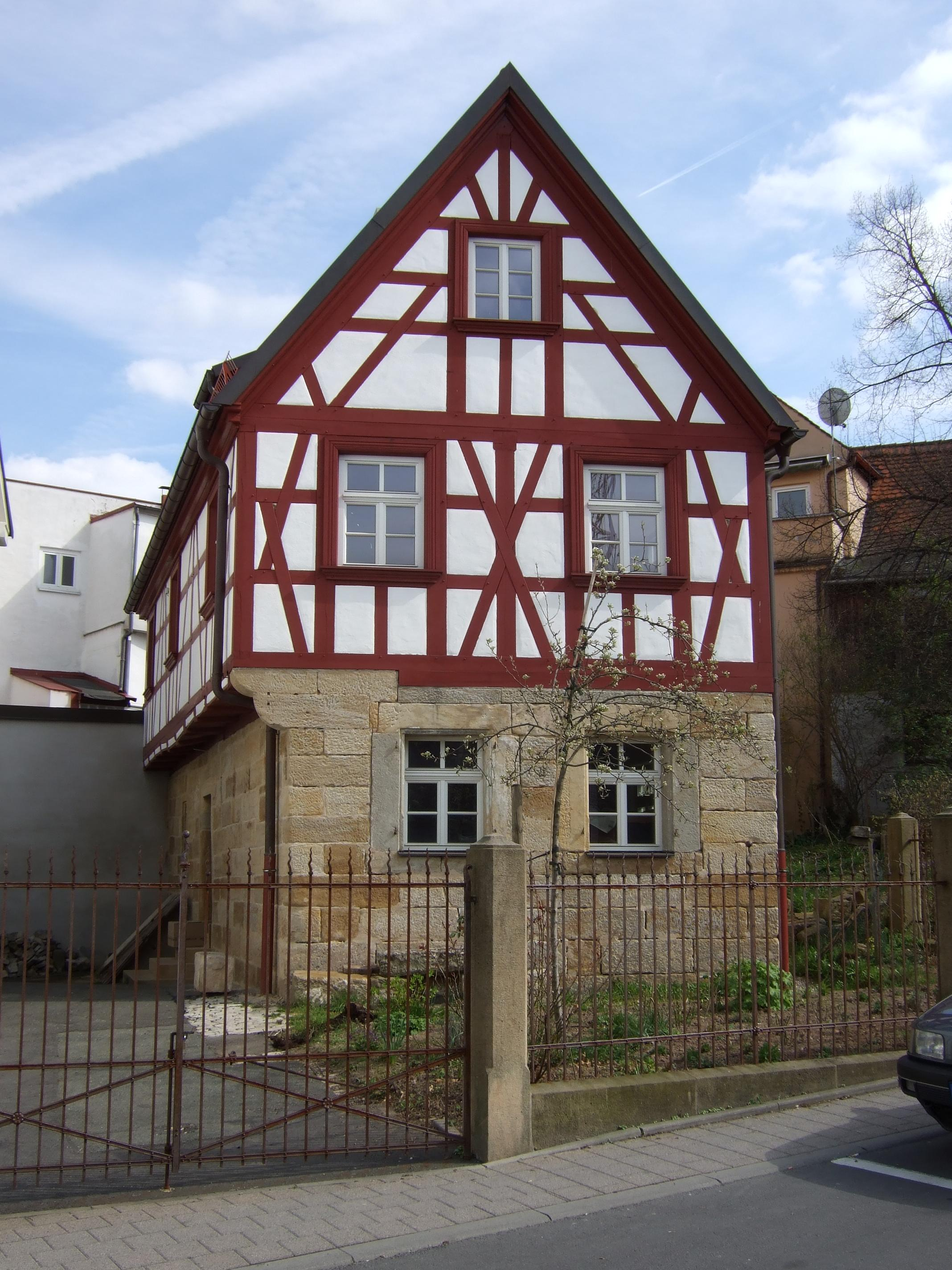
Fachwerkhaus in der Münzgasse

Stadtauswärtige Front des Mühltürleins (vor 1895)

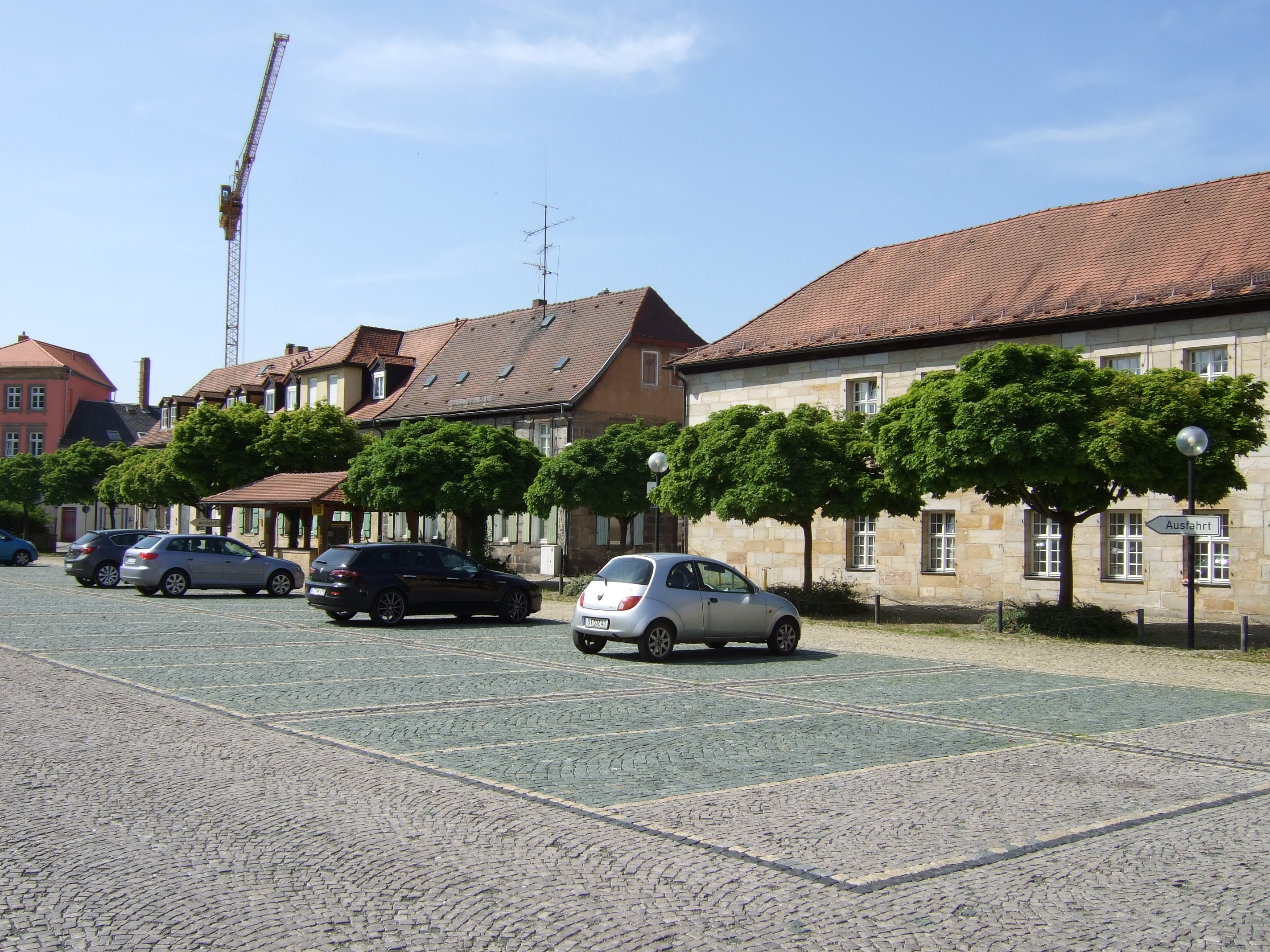
Geißmarkt (2012)

Die Hauptachse der Innenstadt verläuft von Ost nach West mit der Richard-Wagner-Straße (vormals Rennweg) und dem langgezogenen Marktplatz (Maximilianstraße) zum ehemaligen Unteren Tor am Pauschenberglein. Der Straßendurchbruch am Mühltürlein (ehemalige Auslasspforte und Durchfluss des Tappert) stammt aus dem Jahr 1895, in seiner heutigen Breite wurde er erst 1934 geschaffen.
Südlich des Markts schließt sich ein Gewirr von engen Gässchen an, das von der Von-Römer-Straße (ehemalige Judengasse), der Sophienstraße und der Kanzleistraße begrenzt wird. Das Gassenviertel blieb von den Bombenabwürfen der Alliierten im April 1945 verschont, seine Bausubstanz ist bis heute überwiegend erhalten. Auf Wärmebildfotos ist zu erkennen, dass unter dem Putz der Fassaden vielfach Fachwerkstrukturen verborgen sind. Viele Gebäude sind allerdings in einem schlechten Zustand, einige Häuser sind baufällig und/oder stehen leer. Obwohl dieser Umstand seitens der Stadtverwaltung gelegentlich thematisiert wird, wurde bislang kein schlüssiges Sanierungskonzept erarbeitet.
Mitte des 18. Jahrhunderts wurde der Bereich des heutigen Luitpoldplatzes angelegt. Zwischen zwei parallelen Straßen (Jägerstraße und Kleine Allee) entstand eine langgestreckte Grünanlage, zunächst an der Westseite der Jägerstraße wurden repräsentative Gebäude errichtet: das Layritz-Haus mit seinem Gartenhaus „Tabulatur“ und das Reitzenstein-Palais, das 1916 zum neuen Rathaus umgebaut wurde. Die untere Opernstraße und der Luitpoldplatz mit ihrer großbürgerlichen Architektur aus dem 19. Jahrhundert nach großstädtischem Vorbild galten als eines der schönsten Ensembles der Stadt.
Die das Stadtbild prägende Friedrichstraße entstand ab 1763 in einem einheitlichen Baustil als Vorstadt vor dem Friedrichstor. Der Straßenzug Ludwigstraße – Opernstraße – Luitpoldplatz kreuzt die Ost-West-Achse rechtwinklig am Sternplatz. Mehrere historische Straßen und Gassen sind mit dem Bau des Stadtkernrings in der Nachkriegszeit verschwunden, so die Wolfsgasse (der Name wurde an anderer Stelle wiederverwendet) und der Graben.
In den Jahren 1864/65 kaufte die Stadt das damalige Haus Maximilianstraße 82 und ließ es abreißen. In der entstandenen Bresche wurde eine Straße hinunter zur Schwarzen Allee (seit 1889: Kanalstraße) angelegt, die nach der Errichtung des Zentralschulhauses (Graserschule) den Namen Schulstraße erhielt. 1895 wurde mit dem Abbruch des Mühltürleins ein weiterer für Wagen passierbarer Durchgang geschaffen, in ihrer heutigen Breite existiert diese Straße aber erst seit 1934.
Etwas versteckt zwischen dem Hofgarten und den Rückfronten der Häuser Friedrichstraße 21 bis 27 liegt der Geißmarkt. Am Ort des rechteckigen Platzes wurden mit der in den Jahren 1748/49 errichteten markgräflichen Reithalle Stallungen, Remisen, Wohnhäuser und eine Kaserne gebaut. In bayerischer Zeit waren dort die Chevaulegers untergebracht, bis sie in den 1890er Jahren in das Kasernenviertel umquartiert wurden. Von 1908 bis nach dem Ersten Weltkrieg wurde die Anlage nochmals militärisch genutzt, bis 1936 waren in der „Geißmarktkaserne“ dann Notwohnungen und bis zu deren Abbruch 1940 ein Obdachlosenasyl untergebracht. Die Stallungen wurden bereits 1934 abgerissen, an ihre Stelle traten das „Kleine Haus“ der späteren Stadthalle und eine große Freifläche. Zwischen 1977 und 1979 wurde darunter eine der ersten Tiefgaragen der Stadt angelegt.
Um 1890 war südlich der Wölfelstraße eine katholische Kirche („Sankt Joseph“) geplant. Obwohl dieser Bau nicht verwirklicht wurde, trägt die Stelle seit 1901 den Namen Josephsplatz. In den Jahren 1924/25 ließ die Bayerische Elektricitäts-Lieferungs-Gesellschaft (BELG) dort ein repräsentatives Verwaltungsgebäude errichten, das sich trotz neuer Formen in den Charakter der Markgrafenresidenz einordnen sollte. Der Architekt Hans Reissinger versah dessen östliche Ecken mit zwei Rundtürmen, um stumpfe Winkel zu vermeiden. Im April 1945 wurde es vollkommen zerstört, die BELG bezog daraufhin das ehemalige Haus der Deutschen Erziehung.

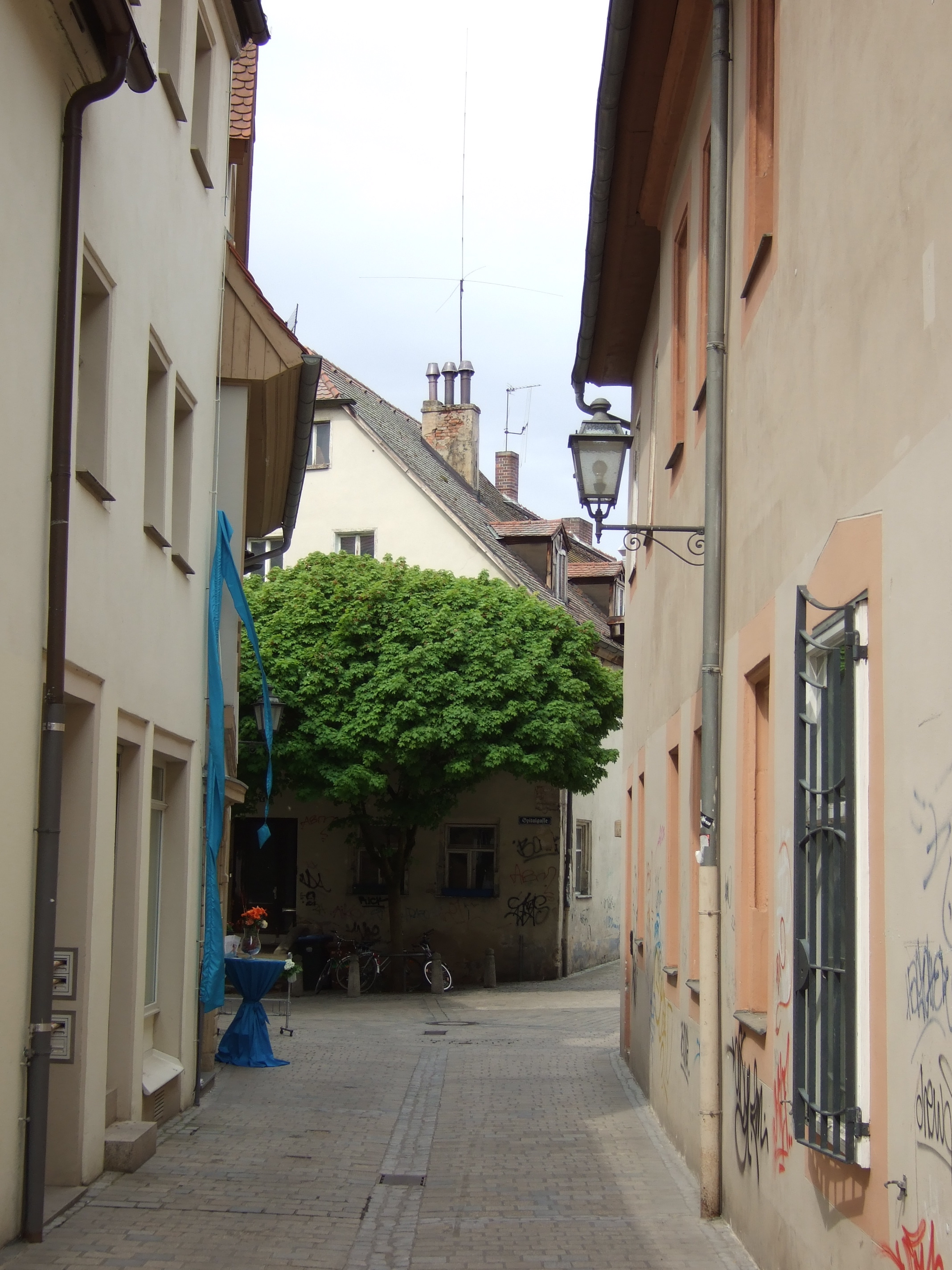
Spitalgasse
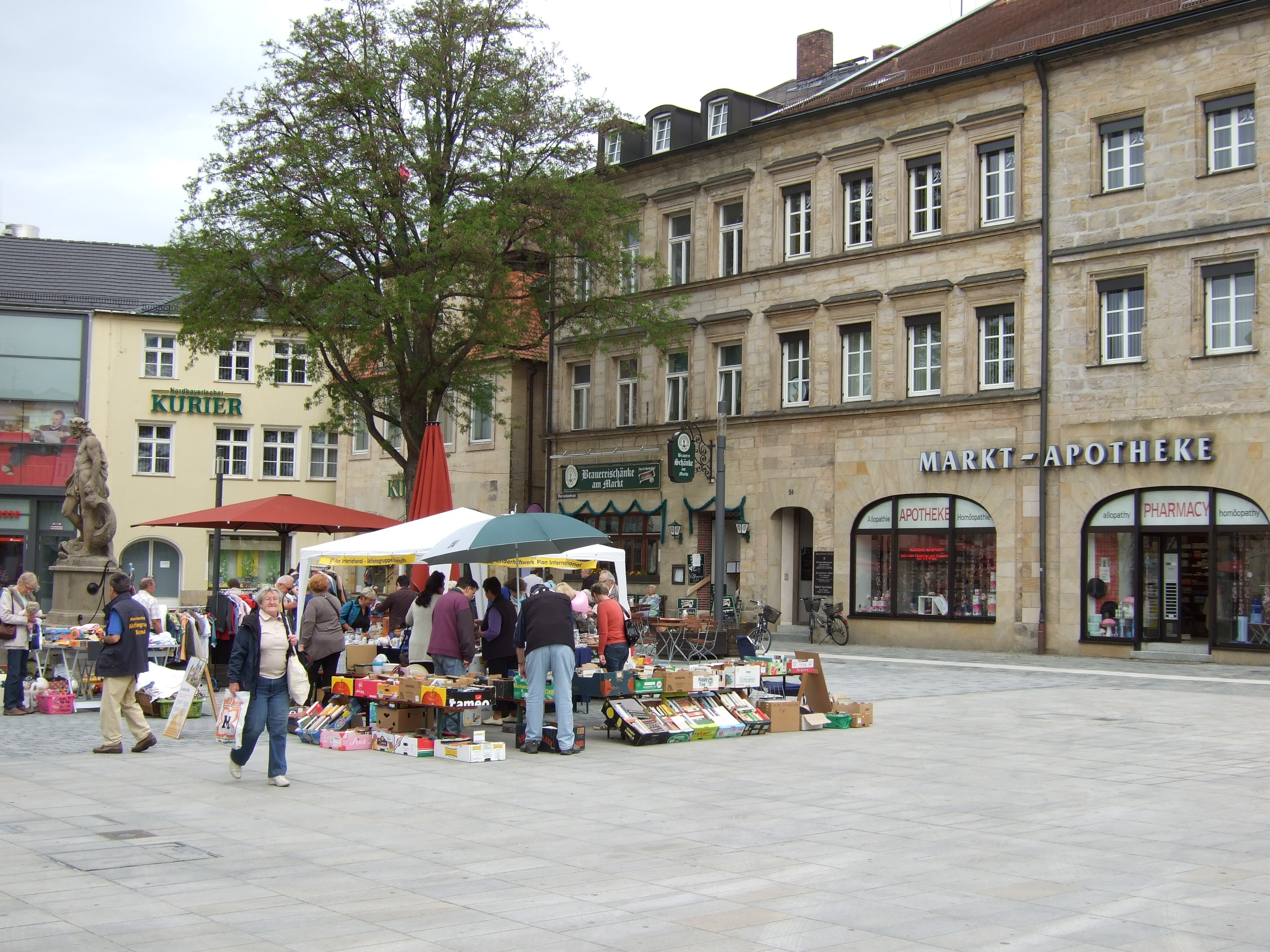
Unterer Markt
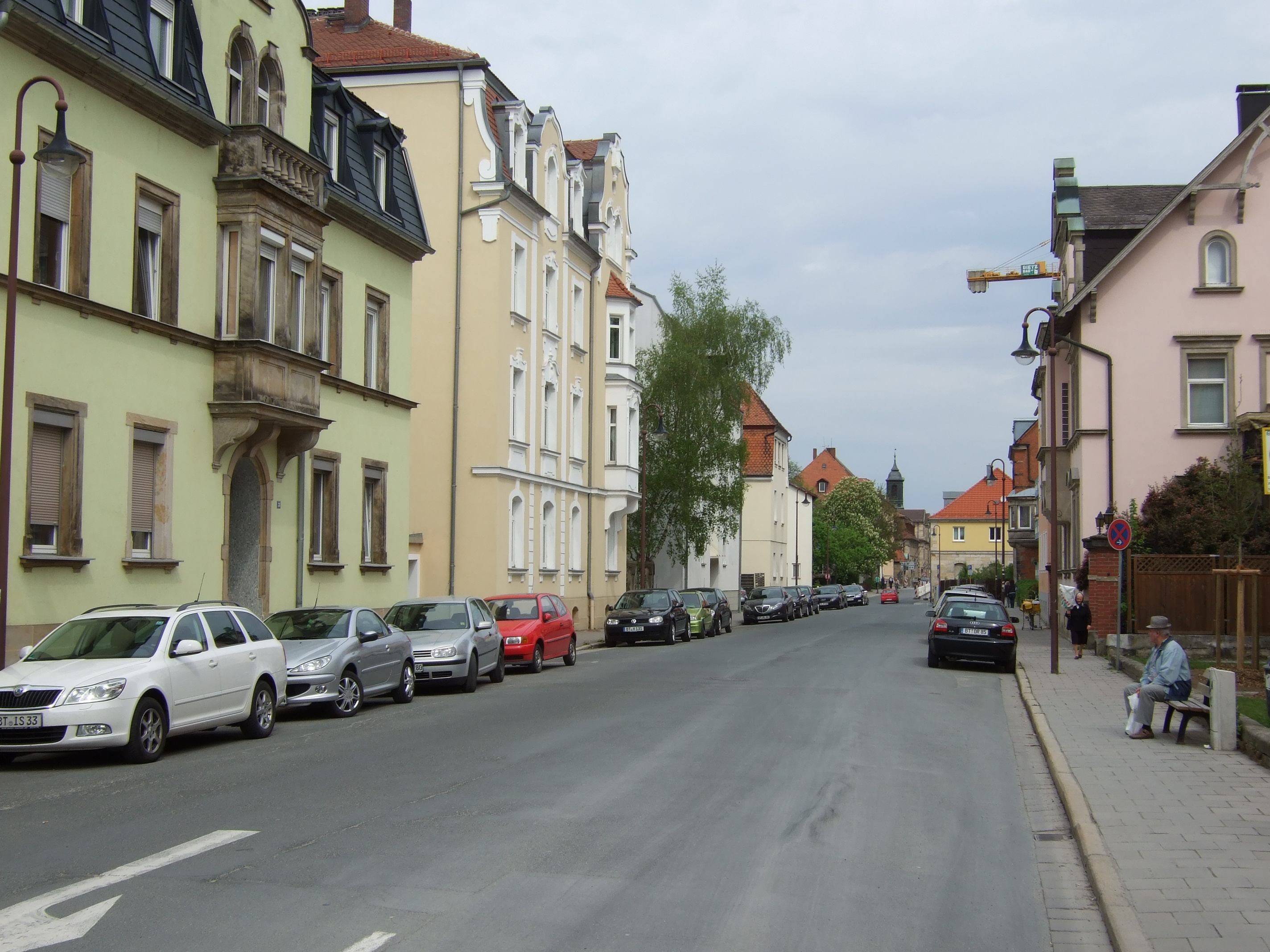
Südliche Friedrichstraße
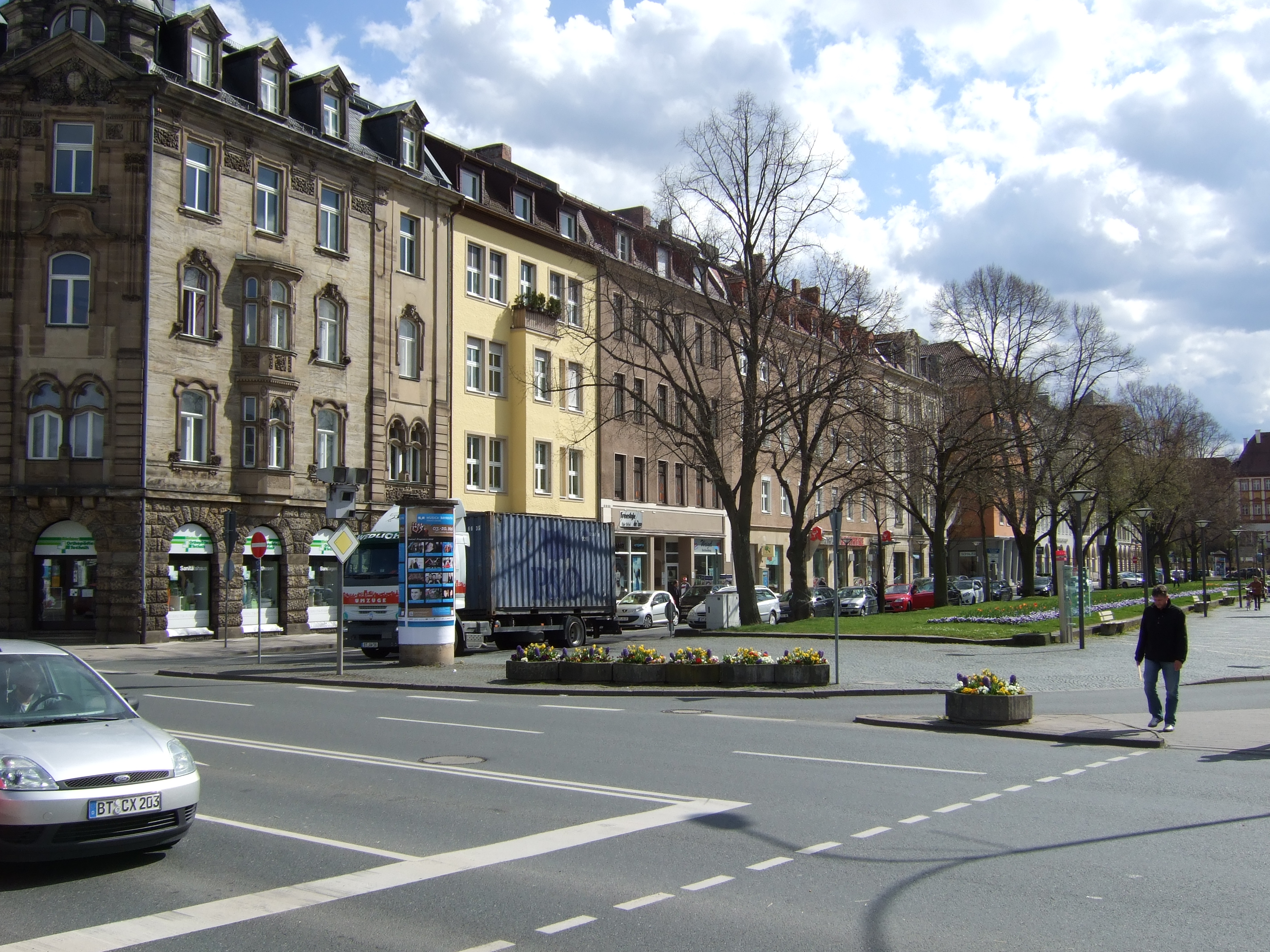
Häuserzeile an der ehemaligen Kleinen Allee am Luitpoldplatz
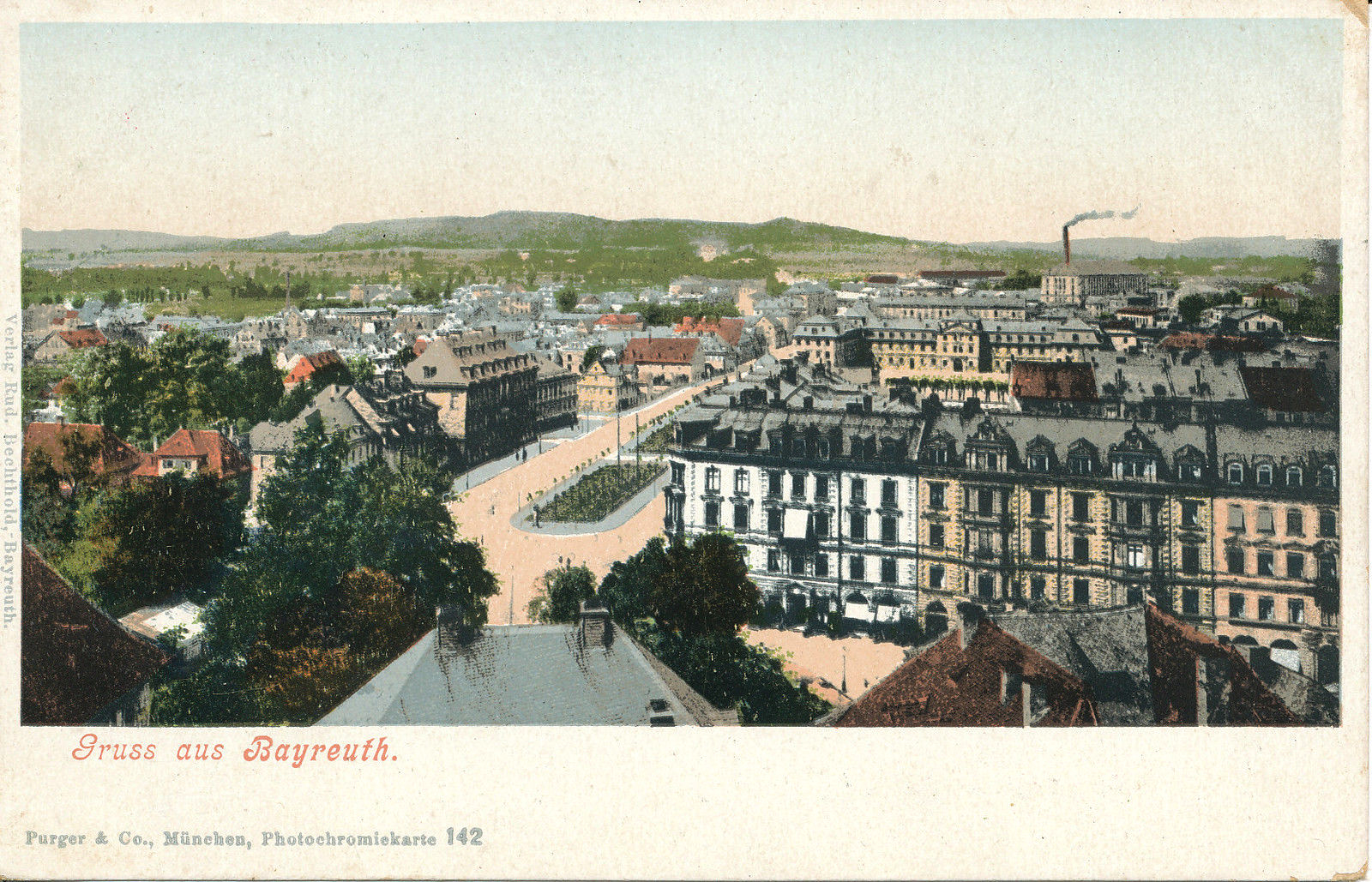
Luitpoldplatz vor 1900

## Veränderungen und Planungen während des „Dritten Reichs“

Kaufhaus Friedmann, um 1900

Im Lauf der Geschichte verlor die Stadt immer wieder Bausubstanz, neue wurde geschaffen. Größere Breschen wurden erst im „Dritten Reich“ geschlagen. Bereits vor den Bombardierungen von 1945 hatte die Stadt etliche schöne Gebäude verloren. Das mondäne Kaufhaus Friedmann, 1898 durch einen jüdischen Mitbürger errichtet, fiel 1939 den Spitzhacken der Nationalsozialisten zum Opfer. Stattdessen wurde in jenem Jahr, an der Ecke der Kanalstraße mit der Schulstraße, an der Stelle des Gesellschaftsgebäudes Frohsinn das Kaufhaus Loher errichtet. Um 1939 wurde auch das Haus der Bürgerressource an der äußeren Richard-Wagner-Straße abgerissen, seit 1828 geselliger Treffpunkt von Kaufleuten und Handwerkern.
Unweit davon verschwand beim Bau des Hauses der Deutschen Erziehung ein Teil des Mühlkanals. Analog zu den Plänen für Berlin („Welthauptstadt Germania“) und die „Führerstadt“ Linz hatten die Nazis vor, umfassende Teile der Stadt abzureißen und bombastisch wieder aufzubauen. Zumindest der Abriss gelang ihnen, wenn auch indirekt, im Bombenhagel der Alliierten.
Im April 1945 wurde die Stadt dreimal von Bombenflugzeugen angegriffen. Die bedeutendsten Schäden in der historischen Innenstadt entstanden im Bereich um den Luitpoldplatz, in der unteren Opernstraße und der Wölfelstraße. Das Alte Schloss und zahlreiche Häuser auf der Nordseite der Maximilianstraße wurden hingegen nicht durch Fliegerbomben, sondern durch ein von Nationalsozialisten entfachtes Feuer zerstört.

Häuserzeile auf der Nordseite des Marktplatzes, 1904
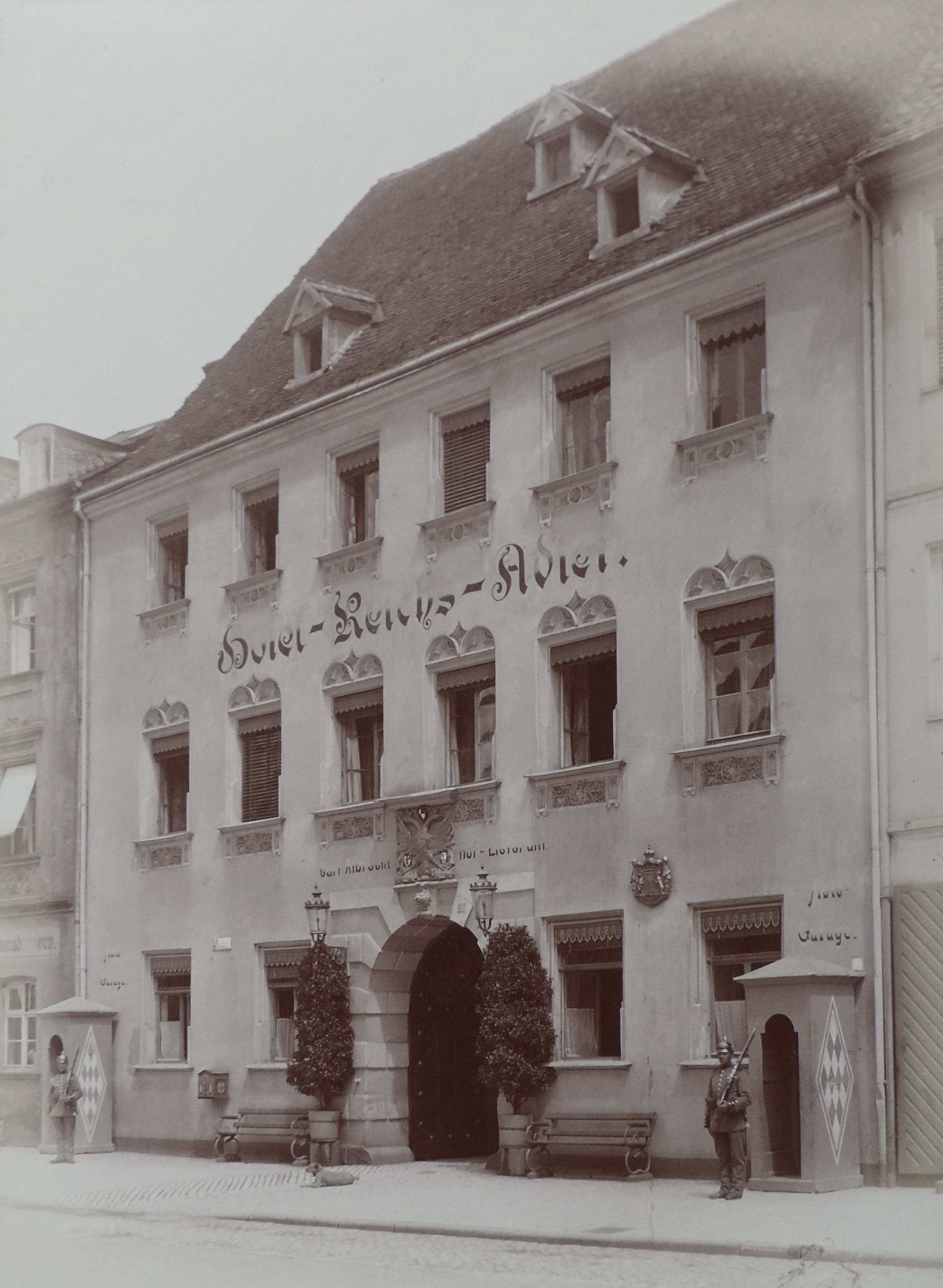
Hotel Reichs-Adler um 1910, im April 1945 durch von Nationalsozialisten gelegten Brand zerstört (heute: Reichshof)
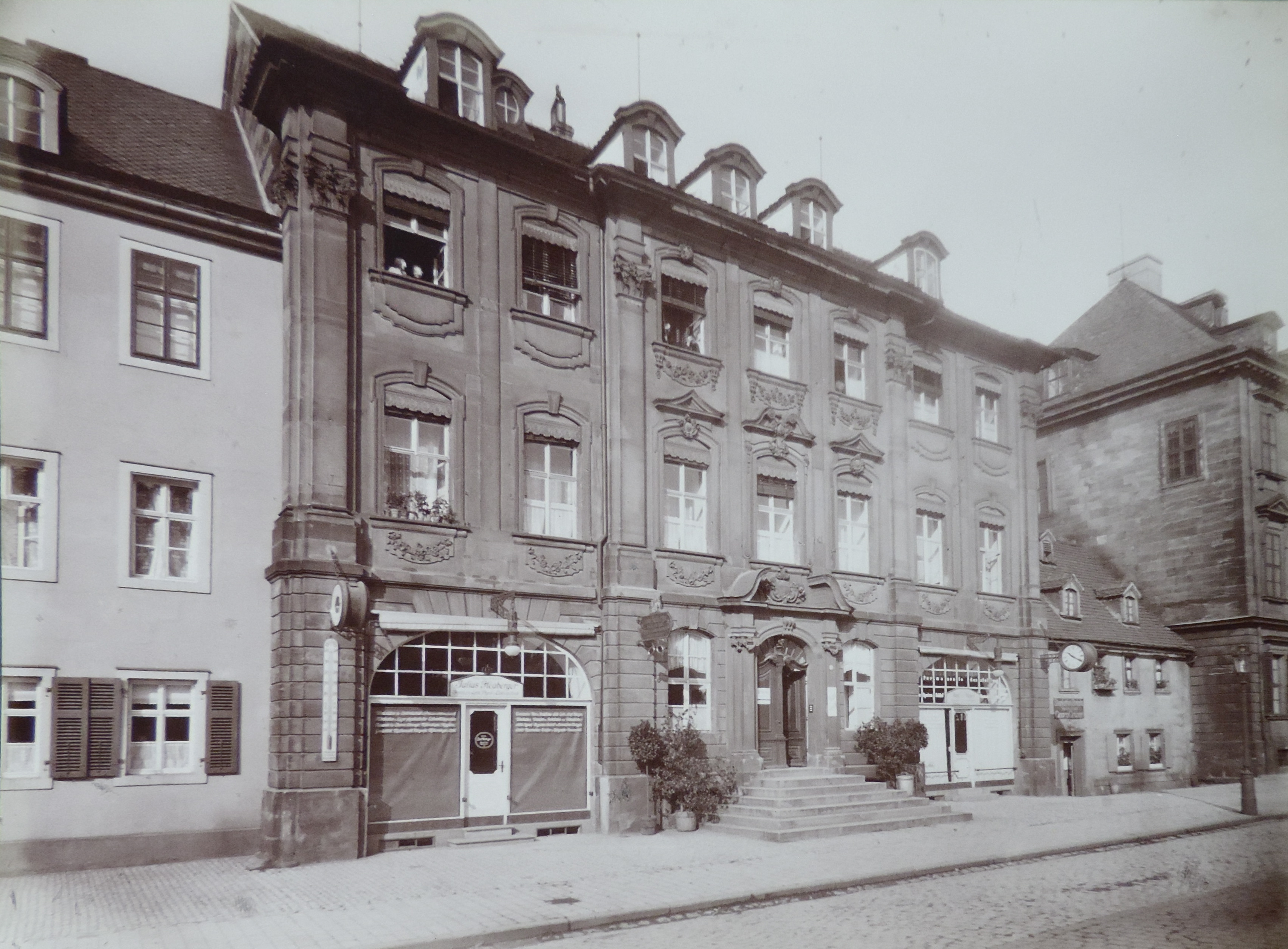
Layritz-Haus am Luitpoldplatz um 1910, im April 1945 bei einem Bombenangriff zerstört
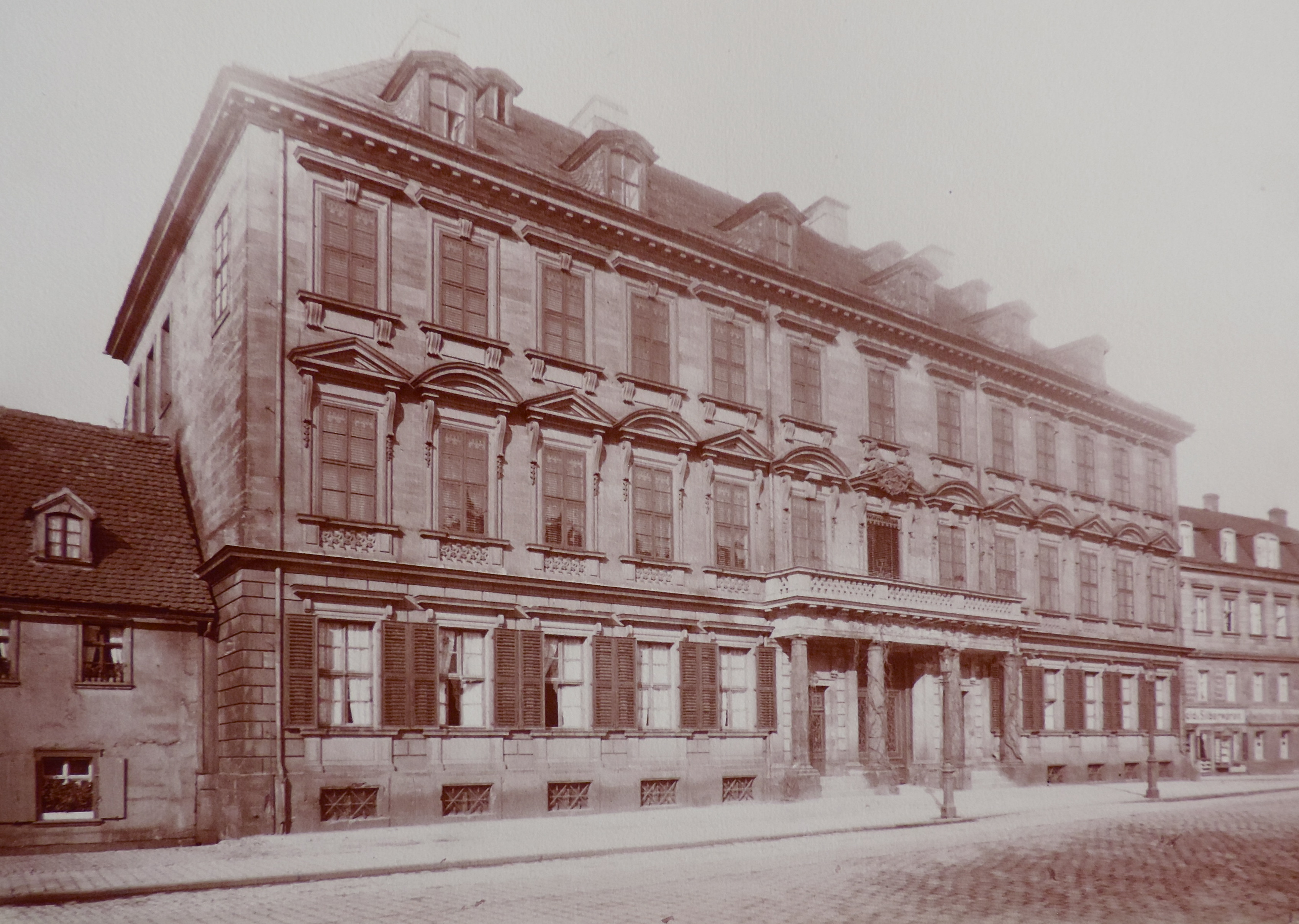
Reitzenstein-Palais um 1910, im April 1945 bei einem Bombenangriff zerstört

Eine bemerkenswerte Episode jener Zeit war das Schicksal des Denkmals für die nationalsozialistische Bewegung, das 1934 auf dem Luitpoldplatz in Höhe der Alexanderstraße errichtet wurde. Der Bayreuther Architekt Hans Reissinger hatte ein 1,23 m hohes liegendes Hakenkreuz aus Granit entworfen, aus dessen Schnittpunkt eine geballte, Schlangen zerquetschende Faust hervorragte. Dieses wurde von der örtlichen Bevölkerung jedoch als Pissoir zweckentfremdet – und schließlich, nach einem „Wink von oben“, sang- und klanglos wieder entfernt.

## Vernichtung historischer Bausubstanz nach 1945

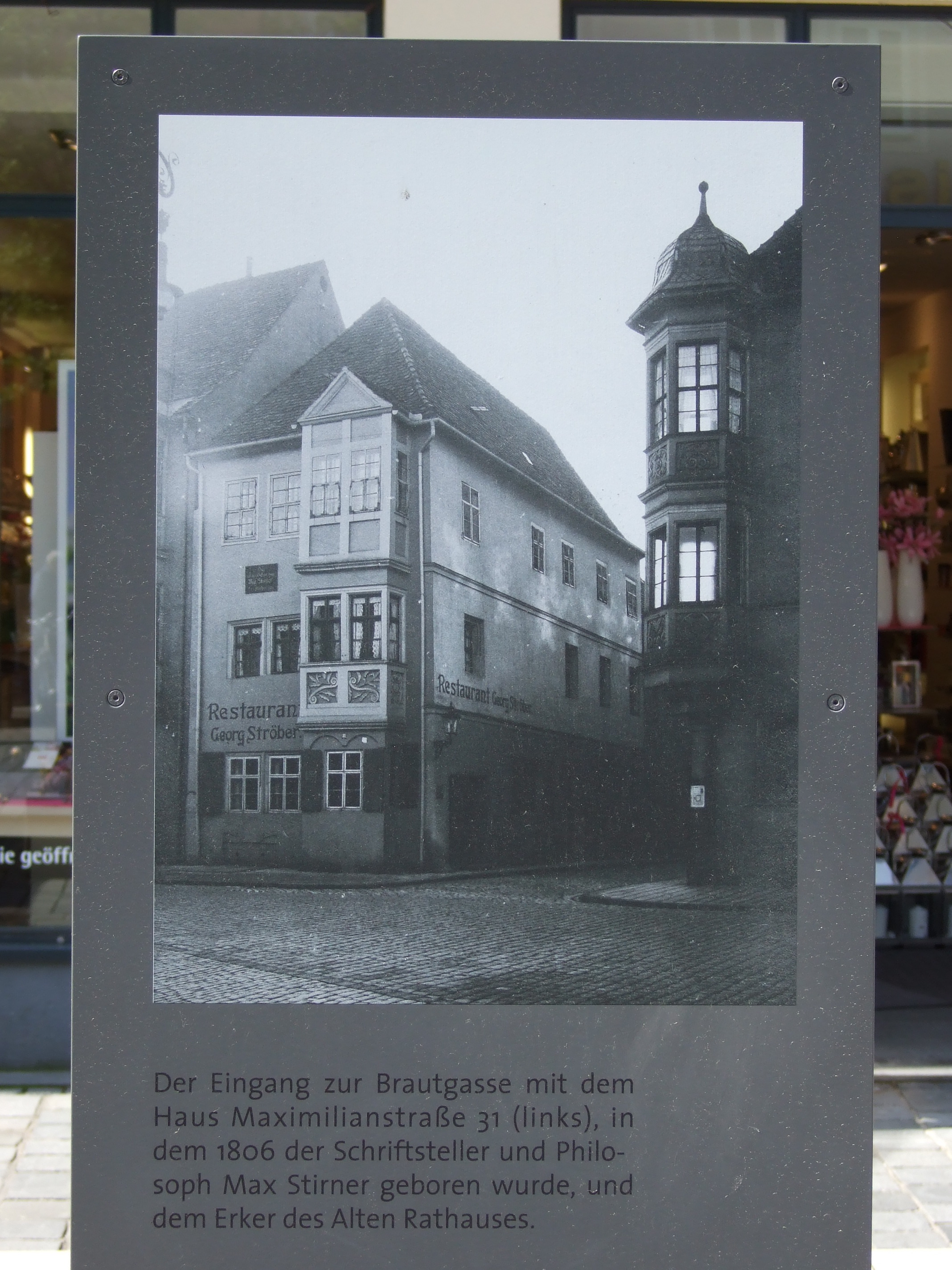
Infostele zum 1970 abgerissenen Geburtshaus Max Stirners

Wolfsgasse 1908 – rechts die Städtische höhere Schule für Mädchen, das heutige Richard-Wagner-Gymnasium

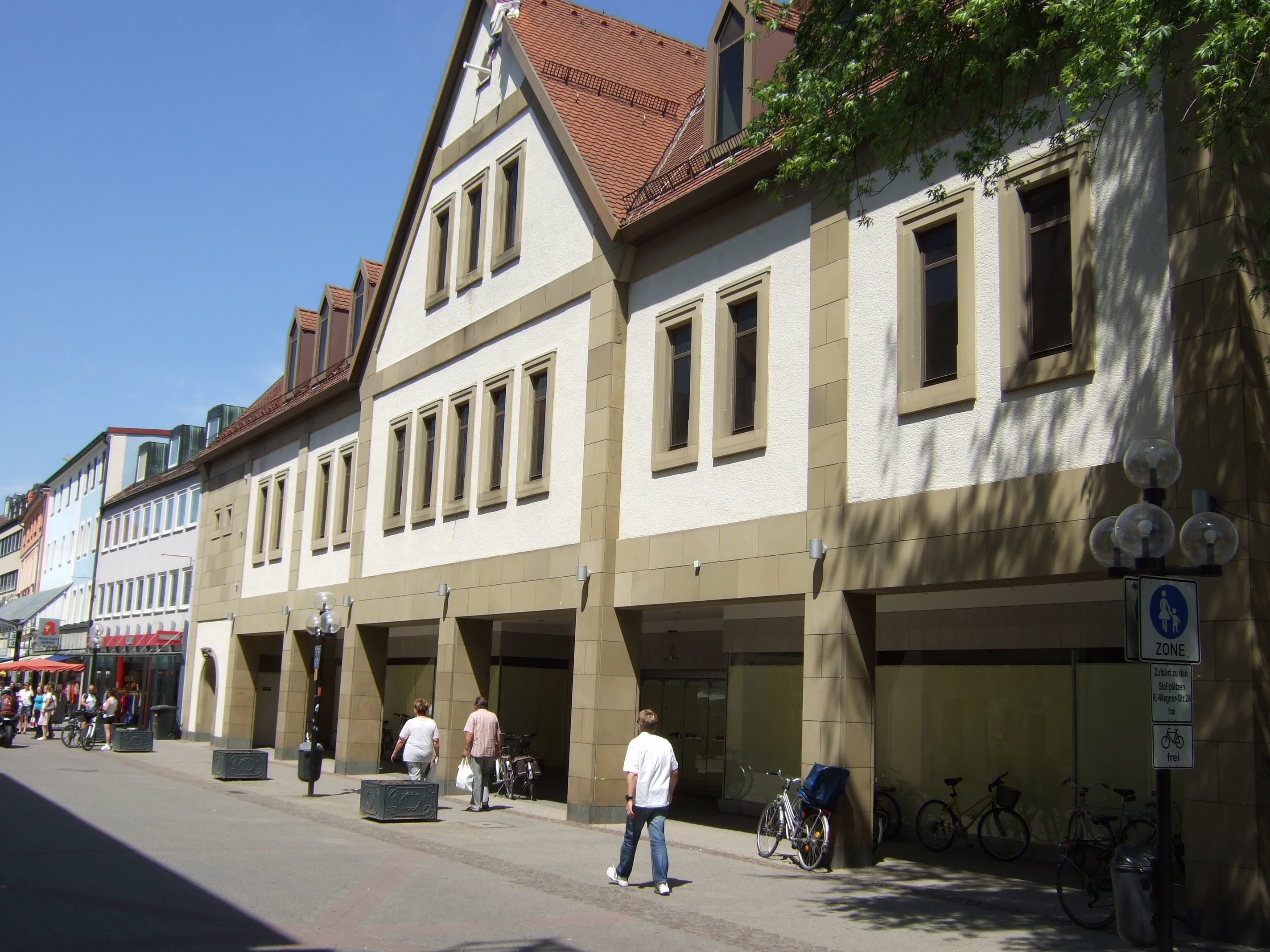
Nachfolgebau des „Türkenhauses“ aus den 1970er Jahren (Geschäftsräume 2009–2018 leerstehend)

Bei Kriegsende lagen nach den Bombardierungen vom 5., 8. und 11. April 1945 große Teile der Stadt in Schutt und Asche. Der historische Stadtkern war dabei verhältnismäßig glimpflich davongekommen. Beim Einrücken der amerikanischen Soldaten verbrannten die Nazis jedoch im Alten Schloss belastende Dokumente. Das Feuer griff auf das Gebäude und auf die Häuser auf der Nordseite des Marktplatzes über. Wegen des Fehlens einer Feuerwehr und des Mangels an Löschwasser ließ es sich nur durch die Sprengung der Häuser Maximilianstraße 34 und 36 eindämmen. Diesem Brand fiel ein bedeutender Teil der Häuserfront auf der Nordseite zum Opfer. Von den erhalten gebliebenen Gebäuden wurden ab 1962 drei weitere (Maximilianstraße 40,42 und 44) einem im Oktober 1963 eröffneten Kaufhausneubau (Hertie, jetzt Karstadt) geopfert.
Auf der gegenüberliegenden Seite war die historische Bebauung weitgehend intakt geblieben. Im Jahr 1970 wurde das aus dem frühen 17. Jahrhundert stammende Geburtshaus des Philosophen Max Stirner abgerissen und durch einen Neubau ersetzt. Bereits im Juni 1962 hatten prominente Bayreuther Bürger in einem offenen Brief – letztlich erfolglos – gegen den Abbruchplan Einspruch erhoben.
Am Sternplatz verschwand nach 1945 die Ruine des „Braunen Hauses“, dessen Fassade weitgehend intakt geblieben war. Die NSDAP hatte das große Geschäftshaus des Kaufmanns Pfefferkorn 1933 erworben und als Sitz der Gauleitung Bayerische Ostmark umfunktioniert. 1955 wurde es durch einen Neubau ersetzt, der an der Ecke zur Opernstraße eine Bebauungslücke hinterließ.
Weitere Abrisse historischer Gebäude oder deren Ruinen nach 1945 (Auswahl):
- Layritz-Haus (Barockgebäude von 1753/54, 1945 Ruine) am Luitpoldplatz

Das vermutlich von Johann Rudolf Heinrich Richter entworfene Gebäude besaß die schönste Rokokofassade der Stadt.
- 1962 „Gärtnerhaus“[Anm. 2] von 1830 (einziges klassizistisches Haus der Stadt und erstes Bayreuther Kaufhaus),[29] Maximilianstraße 1 am Sternplatz
- Maximilianstraße 45 (Gaststätte Pütterich), 350 Jahre alt
- 1964 Richard-Wagner-Straße 10/12 (Glas-Stölzel und Café Biedermeier, Neubau als Kaufhaus Woolworth), zweigeschossiges Sandsteingebäude[32][33]
- 1966 Reitzenstein-Palais (Barockgebäude von 1761, 1916–1945 „Neues Rathaus“, 1945 Ruine, eingeschossig für Verwaltungsräume des Verkehrsbüros[34] weiter genutzt)[35] am Luitpoldplatz[36][15]

Das Haus gilt als bedeutendstes Bauwerk des Architekten Carl von Gontard, der das Markgrafenpaar Friedrich und Wilhelmine 1754/55 auf dessen Italienreise begleitete. Vorbild war der Palazzo Mancini in Rom aus dem Jahr 1662.
- 1966 Häuserensemble am ehemaligen Altbachplatz
- März 1967 Tabulatur bzw. Richterhaus[37]

1911 wurde der Dirigent Hans Richter Bayreuther Bürger und bezog das im Rokokostil erbaute Gartenhaus des Layritz-Hauses am Luitpoldplatz, das er „zur Tabulatur“ nannte. Der eingeschossige Sandsteinquaderbau mit Walmdach, Zwerchhaus und Dachgauben war 1743 im Auftrag des Hofbeamten Johann Georg Layritz als massives Gartenhaus errichtet worden.
- 1968 Sandsteingebäude von vor 1736 mit hölzerner Giebelwand, Graben 22 (zuletzt Firma Weih)[40]
- 1969 Sandsteingebäude Ecke Mühltürlein/Graben (zuletzt Firma Schießl)[40]
- 1970 Ziegelsteinbau von 1900 Ecke Mühltürlein/Graben (Gasthof zum Schlachthof)[41]
- ca. 1972 Hotel Schwarzes Roß, ein dreigeschossiger Bau mit Sandsteinfassade,[42] Ludwigstraße 2,[43] seit 1973 Schuh Reindl[44]
- 1972 Barockhaus an der Dammallee
- 1972 Priesterhäuser aus der zweiten Hälfte des 16. Jahrhunderts in der Sophienstraße 28–30, deren Abriss der damalige Oberbürgermeister Hans Walter Wild („für mich sind das letzten Endes alte Schuppen“) gegen den Willen des Stadtbaurats, der sich auf Denkmalpfleger und Stadthistoriker berief, durchsetzte[45]
- der überwiegende Teil der Häuser in der Wolfsgasse beim Bau des Wittelsbacherrings[46]
- 1974 der überwiegende Teil der Häuser (darunter ein Gebäude von 1609) in der Straße Graben
- 1974 mehrere Gebäude (darunter das einzige Gebäude der Stadt mit sichtbarem Fachwerk „Eck-Schobert“ von 1514) im Bereich untere Maximilianstraße/Kulmbacher Straße/Erlanger Straße[46]
- nach 1974 die Gebäude Richard-Wagner-Straße 4 (mit Sonnensaal) und 6 (Gasthof Zur Sonne und Bali-Kino)[47]

Das Haus Richard-Wagner-Straße 4 war das Elternhaus der jüdischen Schriftstellerin Hilde Marx, die 1929 den Jean-Paul-Preis der Stadt Bayreuth erhielt.
Bei einer öffentlichen Versammlung im Sonnensaal am 13. März 1848 von mehr als 800 Bürgern wurde Bürgermeister Erhard Hagen von Hagenfels das Vertrauen entzogen. Im Gasthof Zur Sonne hatten Richard und Cosima Wagner bei ihrem ersten Aufenthalt in Bayreuth im April 1871 Quartier genommen, im Sonnensaal fand am 22. Mai 1872 das Bankett anlässlich der Grundsteinlegung des Richard-Wagner-Festspielhauses statt.
- Mitte 1970er Jahre „Türkenhaus“ in der Richard-Wagner-Straße 19, erbaut 1709,[52] Neubau durch C&A[45]
- 1979 Siechenhaus an der Erlanger Straße, 1449/50 erbaut[53]
- 1980 Dammallee-Turnhalle von 1865, älteste Turnhalle der Stadt[54]
- nach 1982 Richard-Wagner-Straße 18, 20 und 22 (Letzteres jetzt Hofgartenpassage)[55]
- 1984 Dammallee 7, 1873/74 Wohnhaus der Familie Richard Wagners.[56]
- ab 1992 mehrere Häuser in der östlichen Richard-Wagner-Straße (zwischen Siegfriedstraße und Hohenzollernring)[57]
- 1996 Richard-Wagner-Straße 42 (jetzt Zufahrt Tiefgarage)[58]
- 1996 Stenohaus an der Kanalstraße[59]
- vor 2002 Münzgasse 17, zweigeschossiges Sandsteingebäude mit seitlichem Zwerchhaus[60]
- 2002 (Untere) Maximilianstraße 83 (Eichmüller-Haus), Anfang des 18. Jahrhunderts errichtet[61]
- 2007 Sparkassengebäude von 1934 gegenüber der Spitalkirche[62]

## Baumaßnahmen in der Nachkriegszeit

Die 1968 abgerissene Ludwigsbrücke über den Roten Main, um 1908

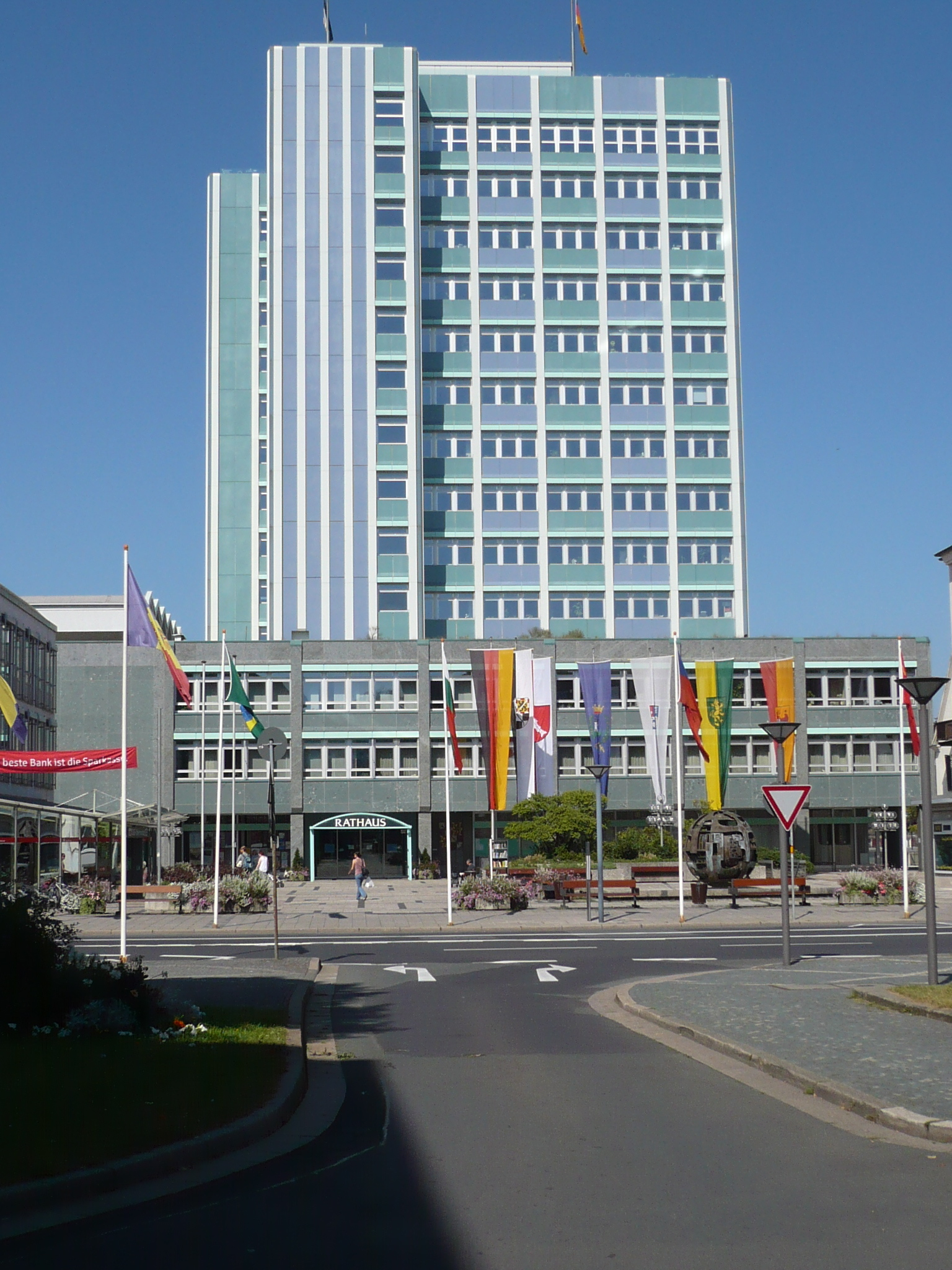
Rathaus

Einschneidendste Baumaßnahme war in den 1960er und 1970er Jahren der Stadtkernring, eine meist mehrspurige Umgehungsstraße, die zu Lasten der historischen Struktur und Substanz weitgehend neu gebaut wurde. Lediglich der Teilabschnitt Cosima-Wagner-Straße blieb von Abrissmaßnahmen verschont (Ausnahme: Eckgebäude Richard-Wagner-Straße 66). Der sichtbare Verlauf des Roten Mains wurde großräumig gedeckelt, die Ludwigsbrücke am heutigen Annecyplatz im Dezember 1968 abgerissen. Freigelegt wurde ein Teil der Stadtmauer zwischen Mühltürlein und Kanalstraße. Zwischen der Wieland-Wagner-Straße und dem Josephsplatz wurde im Juli 1968 ein erster Abschnitt des Hohenzollernrings als Teil des Stadtkernrings freigegeben.
Weithin sichtbar ist das Hochhaus des 1972 eingeweihten Neuen Rathauses am einstigen Altbachplatz. Um die gewünschte Höhe von 51 Meter als höchstes Haus der Stadt zu erreichen, erhielt es ein überflüssiges Zwischengeschoss. Am Marktplatz entstanden Geschäfts- und Kaufhausneubauten, und auch in der Richard-Wagner-Straße mussten alte Gebäude modernen Geschäftshäusern weichen. Die seit 1962 bestehende Baulücke an der Stelle des Gärtnerhauses (Maximilianstraße 1) am Sternplatz wurde erst 1992 geschlossen.
Ein Teil der Innenstadt präsentiert sich seit 1985 als Fußgängerbereich. Nach wie vor darf dieser allerdings auch tagsüber von Kraftfahrzeugen befahren werden: Ludwigstraße, Sternplatz und Richard-Wagner-Straße von PKW zu und von einer öffentlichen Tiefgarage, Marktplatz und Schulstraße von Taxis, Kanzleistraße, östliche Maximilianstraße und Opernstraße von Linienbussen.

## Interessante und bedeutende Gebäude

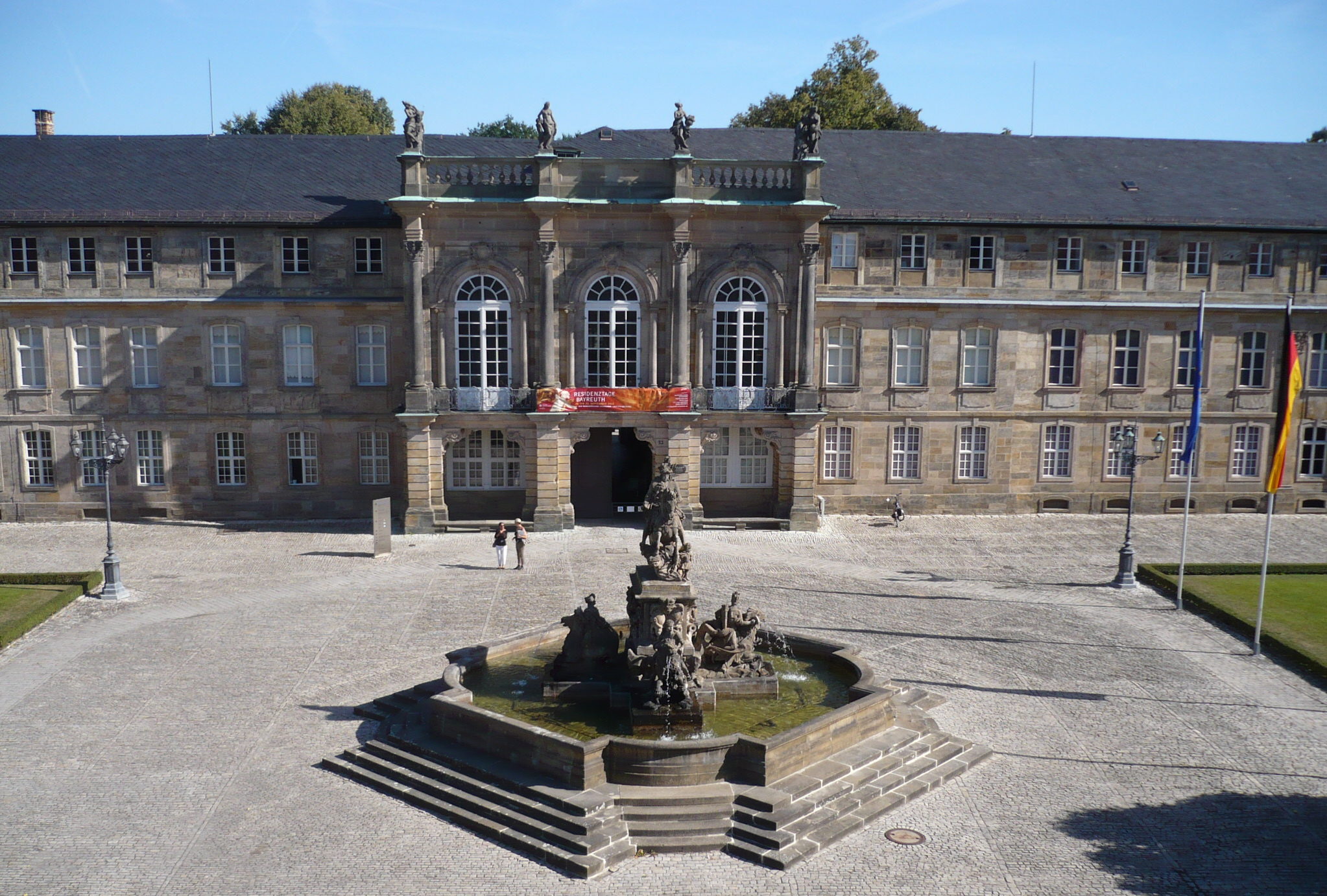
Neues Schloss mit Markgrafenbrunnen

Ältestes Gebäude der Stadt ist die Stadtkirche Heilig Dreifaltigkeit am Kirchplatz. Auch die gegenüberliegenden Häuser Kanzleistraße 11, 13 und 15 gehören zu den ältesten erhaltenen Gebäuden der Stadt. Eines der schönsten Bürgerhäuser Bayreuths, die Mohrenapotheke am unteren Marktplatz, lässt sich auf das Jahr 1610 zurückdatieren.
Aus der Zeit der Markgrafen stammen das Alte Schloss (heute Finanzamt) und das Neue Schloss. Herausragend ist das Markgräfliche Opernhaus, das Markgräfin Wilhelmine zwischen 1744 und 1748 erbauen ließ. Es zählt zu den wenigen im Original erhaltenen Theater- und Opernbauten der damaligen Zeit in Europa. Am 30. Juni 2012 erhob die UNESCO das barocke Gebäude zum Weltkulturerbe.

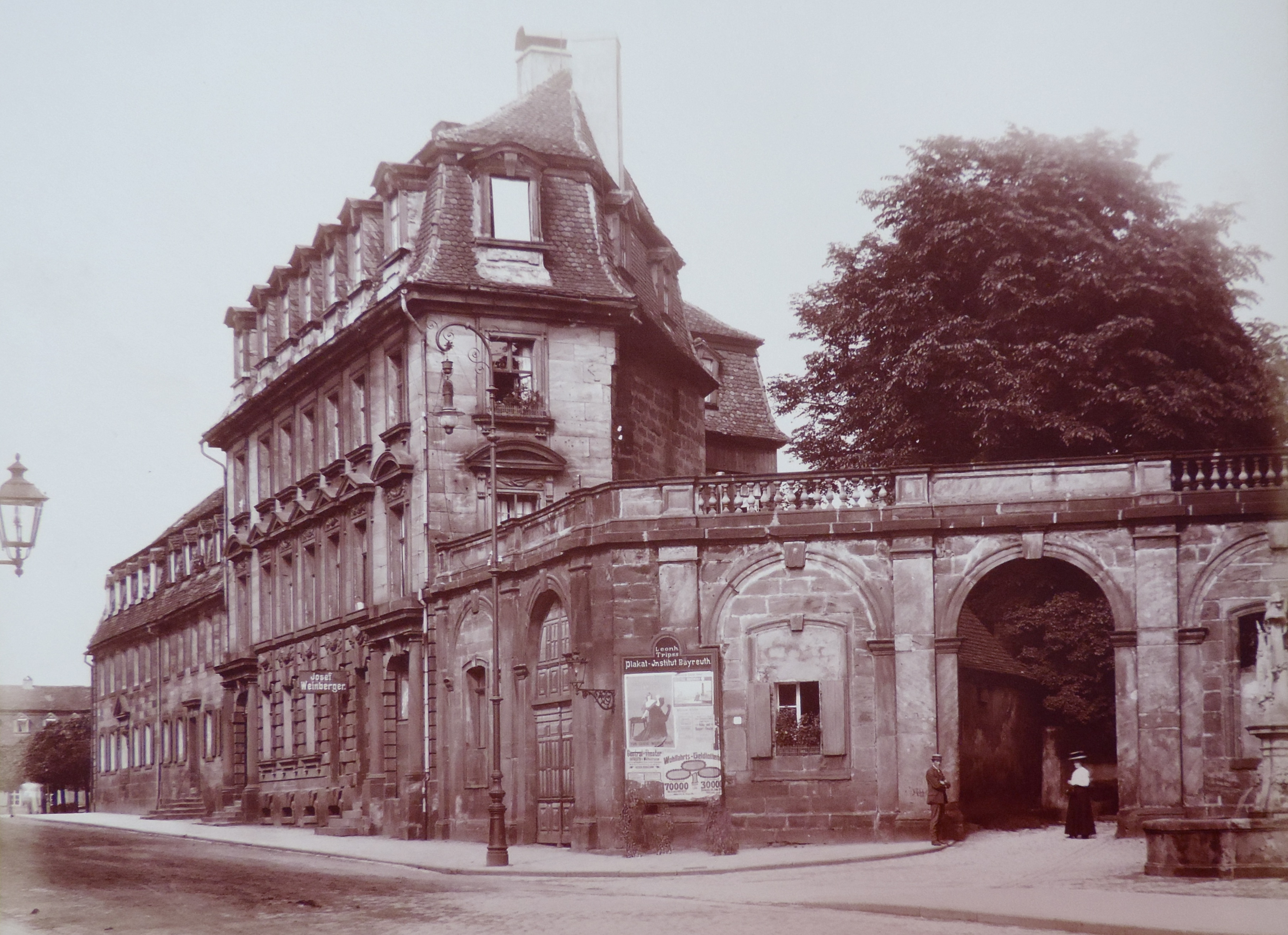
Storchenhaus in der Ludwigstraße, um 1910

Zum Ensemble des Markgräflichen Opernhauses zählt u. a. das 1753 errichtete Hotel Goldener Anker in der Opernstraße. Dessen Sandsteine stiftete Wilhelmine, die für ihren Theaterbau ein adäquates Umfeld wünschte und die alten Häuser der Handwerker abreißen ließ. Von 1945 bis 1949 war das Hotel, das mit der Telefonnummer 2 den ersten privaten Fernsprechanschluss der Stadt erhalten hatte, örtliches Hauptquartier der amerikanischen Truppen.

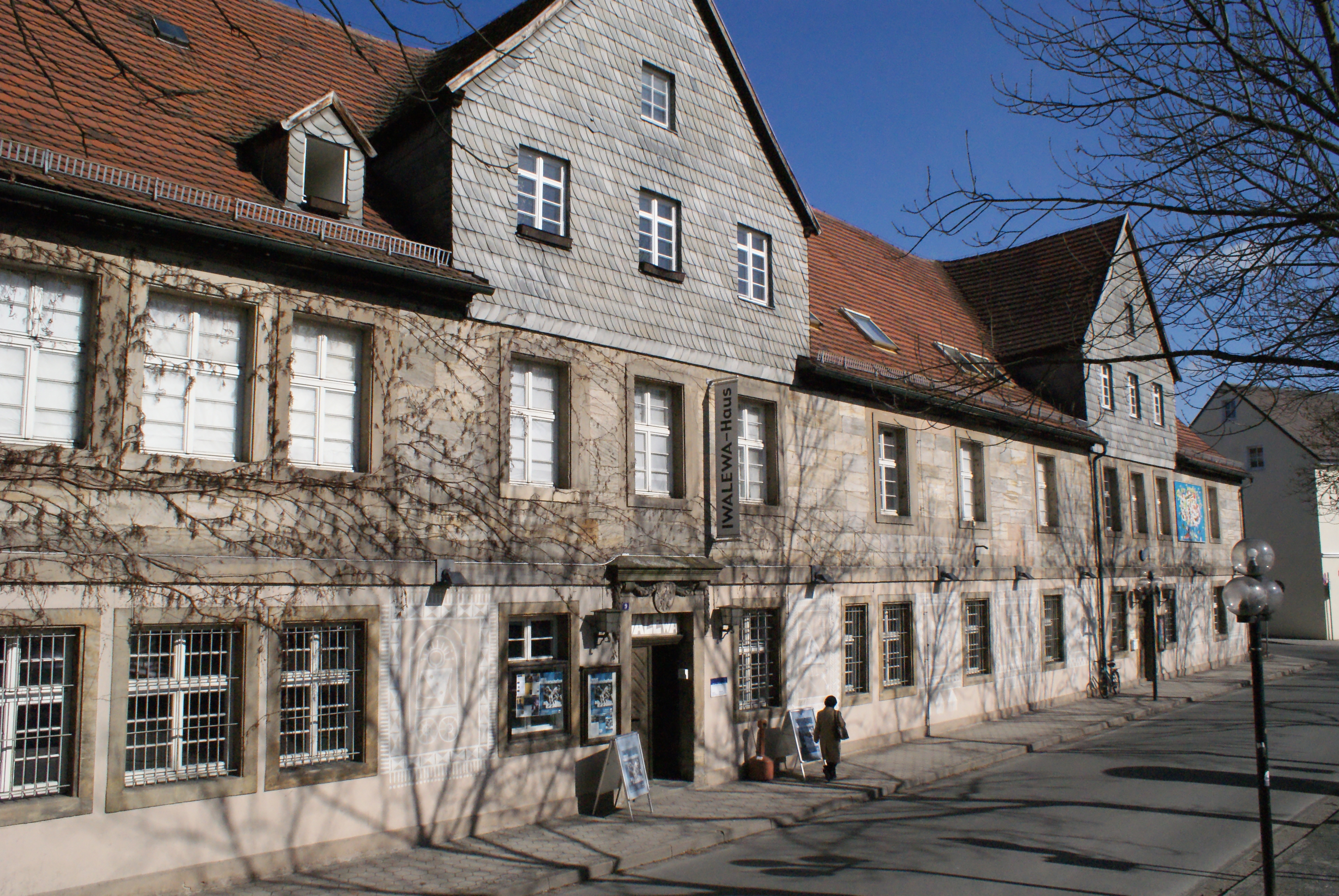
Die „Alte Münze“ war Bayreuths erste Volksschule

Das Gebäude der 2018 geschlossenen Post in der Kanzleistraße 3 stammt aus dem Jahr 1893. Seinetwegen wurden 1892 zwei Häuser abgerissen, die die Gastwirtschaft Angermann und das Wirtshaus Weißes Lamm beherbergten. Der „Angermann“ war das Stammlokal Richard Wagners, der daraufhin in das Restaurant Eule in der Kirchgasse auswich.
Zwischen dem Alten Schloss und den Schlossterrassen errichtete zwischen 1759 und 1761 Carl von Gontard sein Wohnhaus (heutiges Gontard-Haus) und an dessen Westseite für den Marquis d’Adhémar das – später als Bürgerressource, Harmoniegebäude und Café Metropol bekannte – Palais d’Adhémar. Auch das „Storchenhaus“ in der Ludwigstraße wurde 1758 von Gontard erbaut. Bauherr war der Hofmaschinenmeister Johann Spindler. Im 20. Jahrhundert war es Eigentum des jüdischen Ehepaars Josef und Rosette Weinberger, die von den Nationalsozialisten deportiert und ermordet wurden. Auch der Reichstagsabgeordnete Friedrich Puchta wohnte im Storchenhaus. Am Kirchplatz steht mit dem „Schwindsuchthäuschen“, das um 1750 von Joseph Saint-Pierre entworfen wurde, das schmalste Gebäude der Stadt.
Die „Alte Münze“ aus dem Jahr 1780 in der Münzgasse 9 war zunächst rund zwölf Jahre lang markgräfliche Münzprägestätte. Später wurde das Haus als Schule und im 20. Jahrhundert als Jugendbücherei genutzt. 1981 wurde es als Iwalewahaus Teil der Universität Bayreuth, ehe diese Einrichtung 2013 in das 1907/08 als Zweigstelle der Königlich Bayerischen Bank errichtete Gebäude an der Wölfelstraße umzog. Seit 2019 wird die Alte Münze saniert und zu einem jüdischen Kulturzentrum umgebaut.

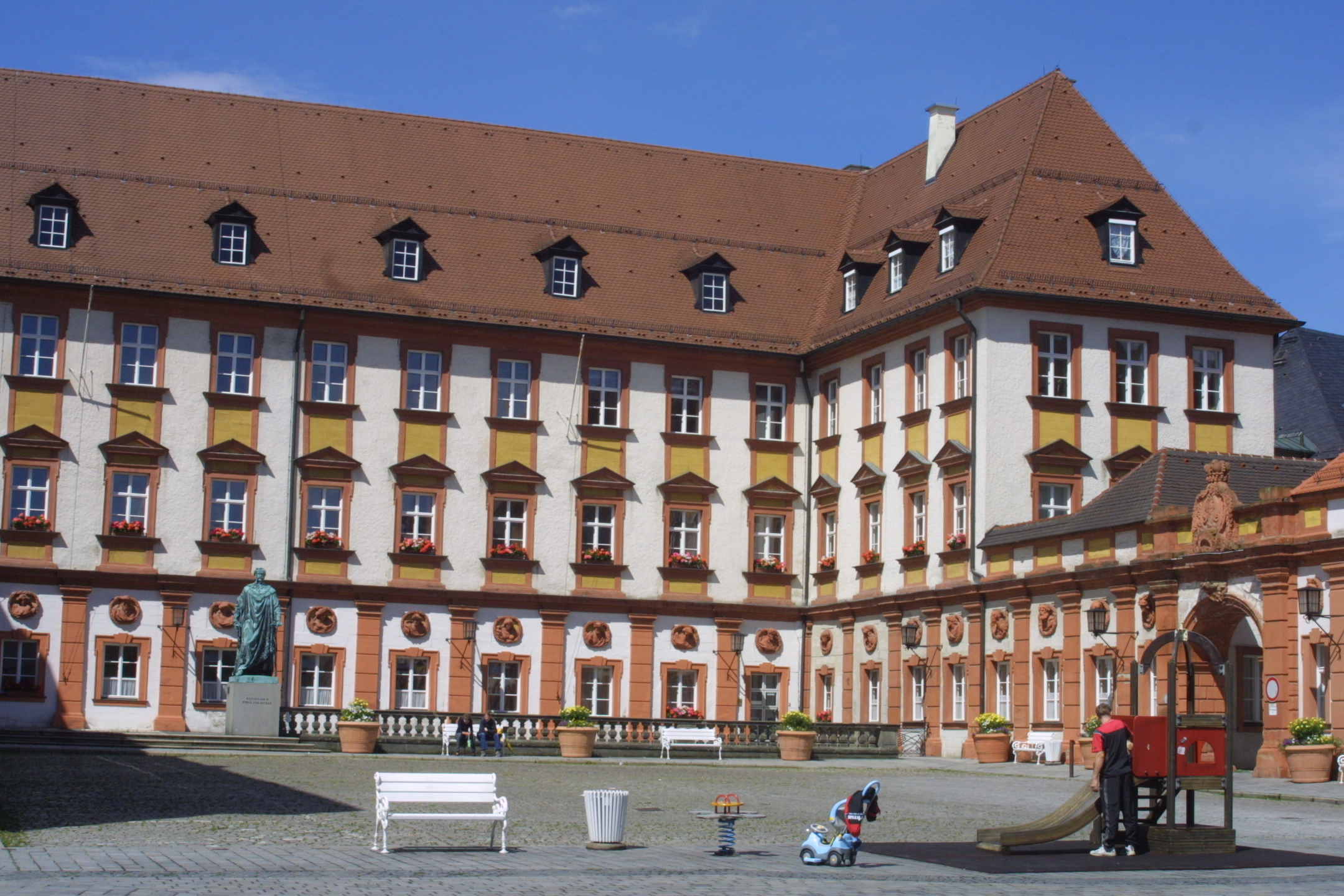
Altes Schloss
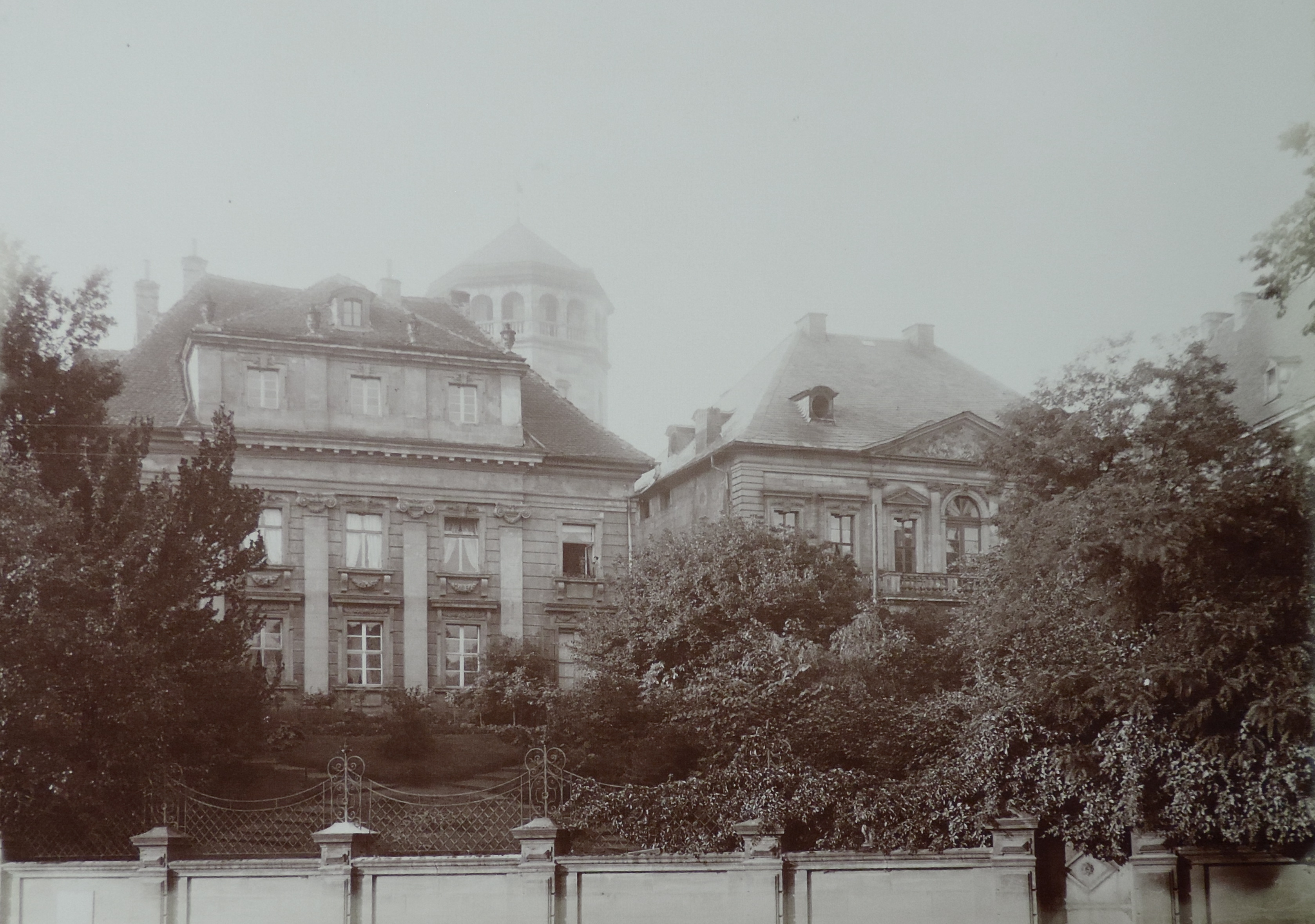
Gontard-Haus und Palais d’Adhémar, um 1910
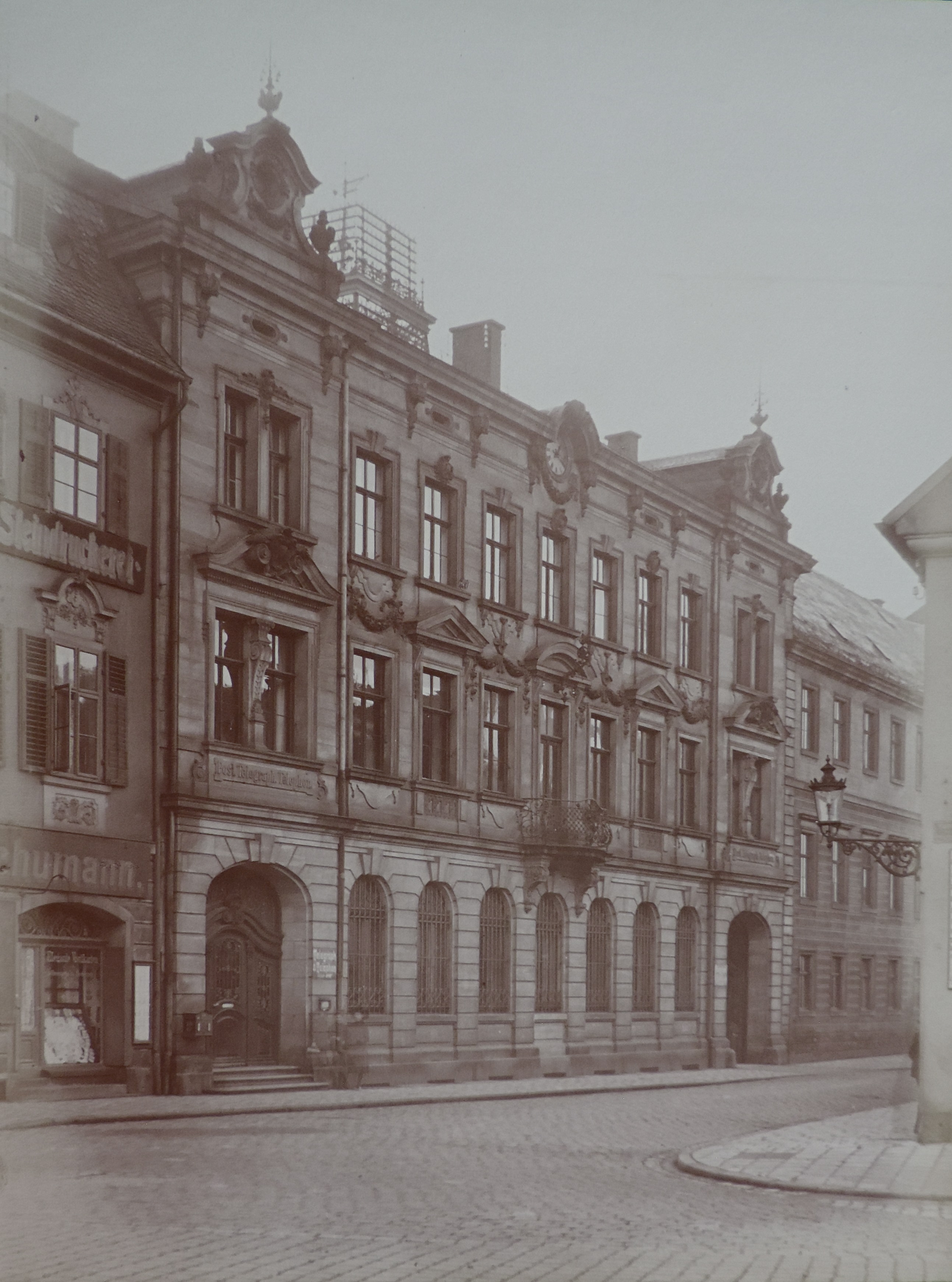
Postgebäude in der Kanzleistraße
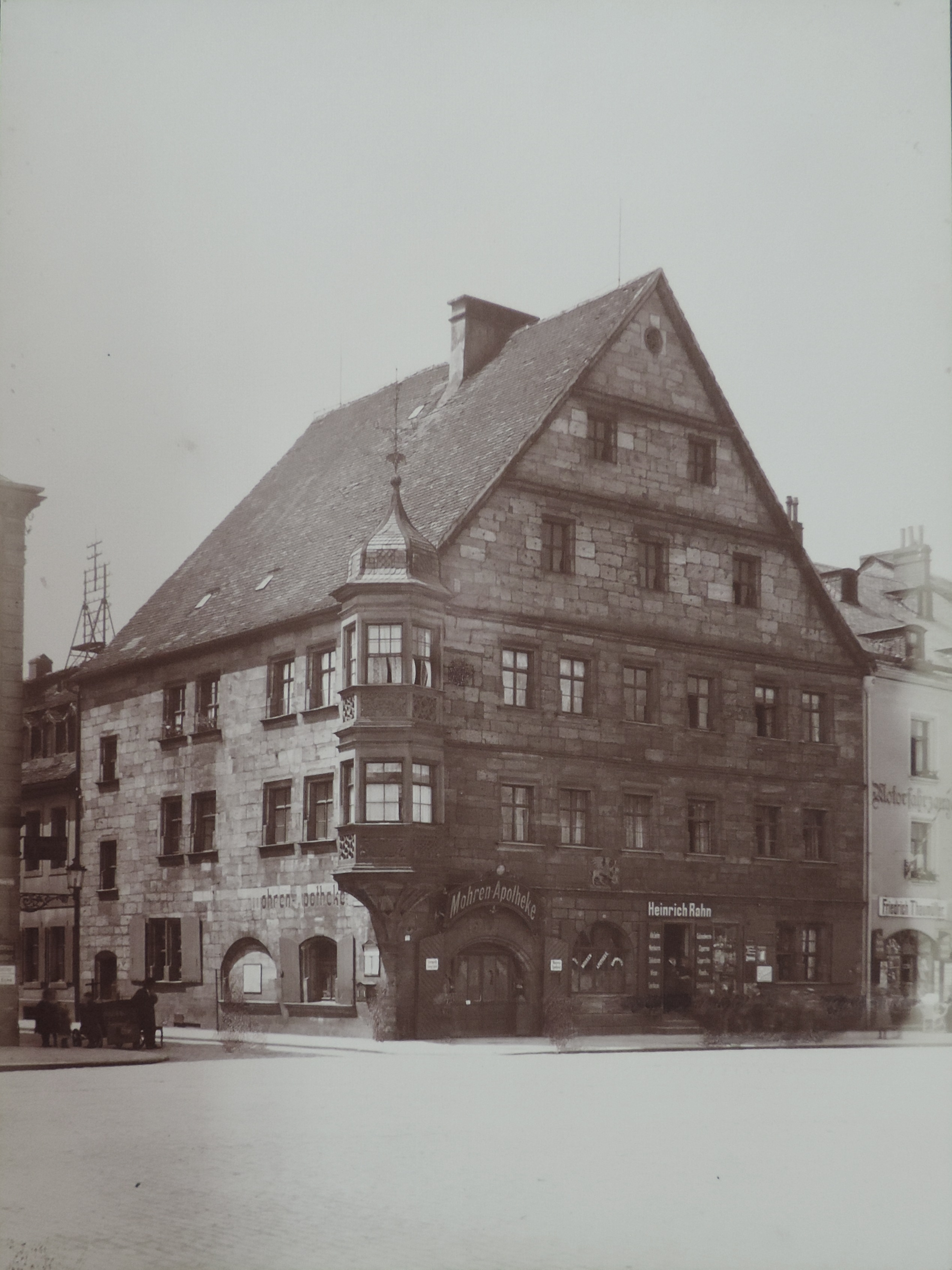
Mohren-Apotheke am Marktplatz, um 1910
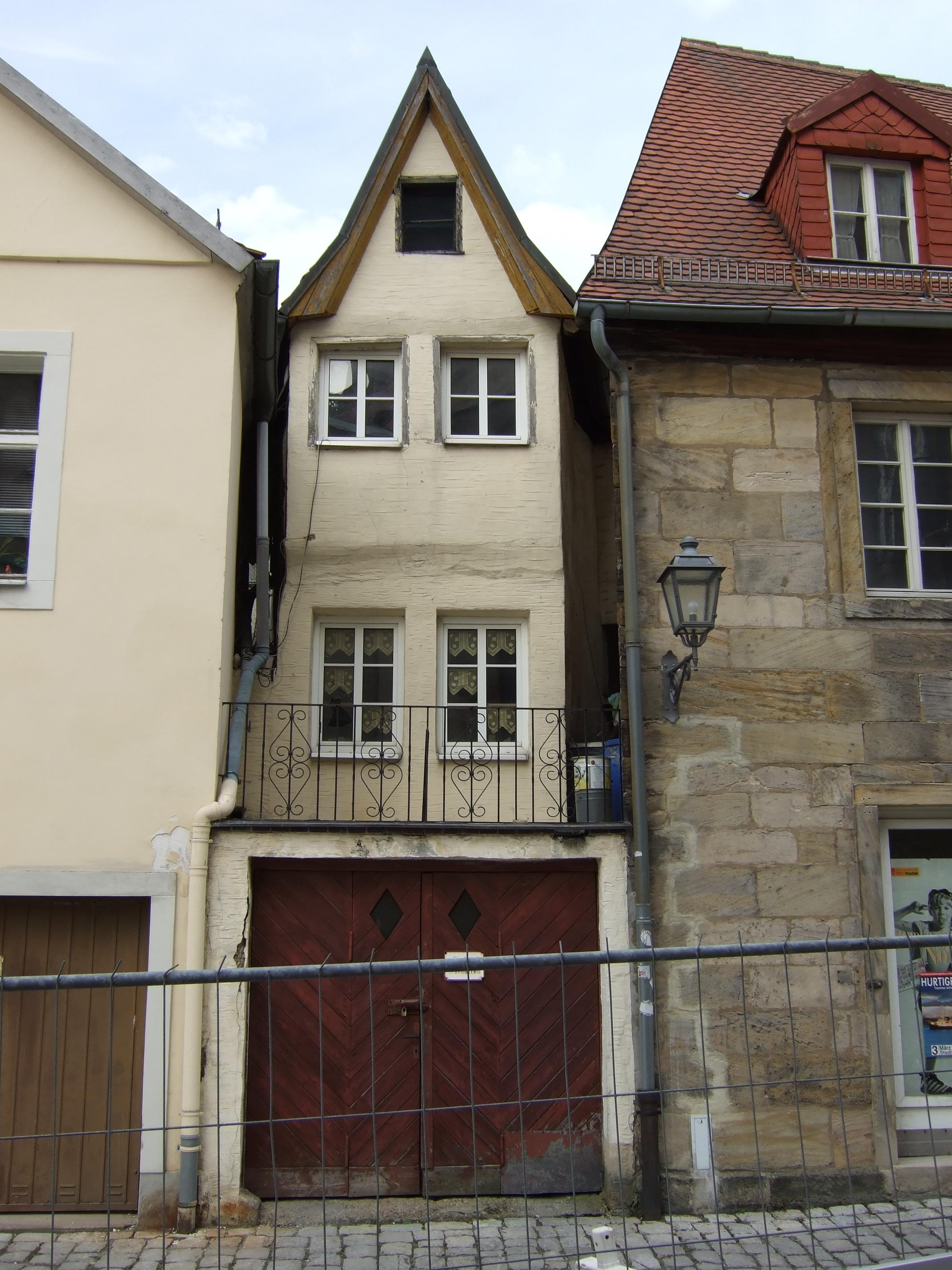
Schwindsuchthäuschen

## Kirchen

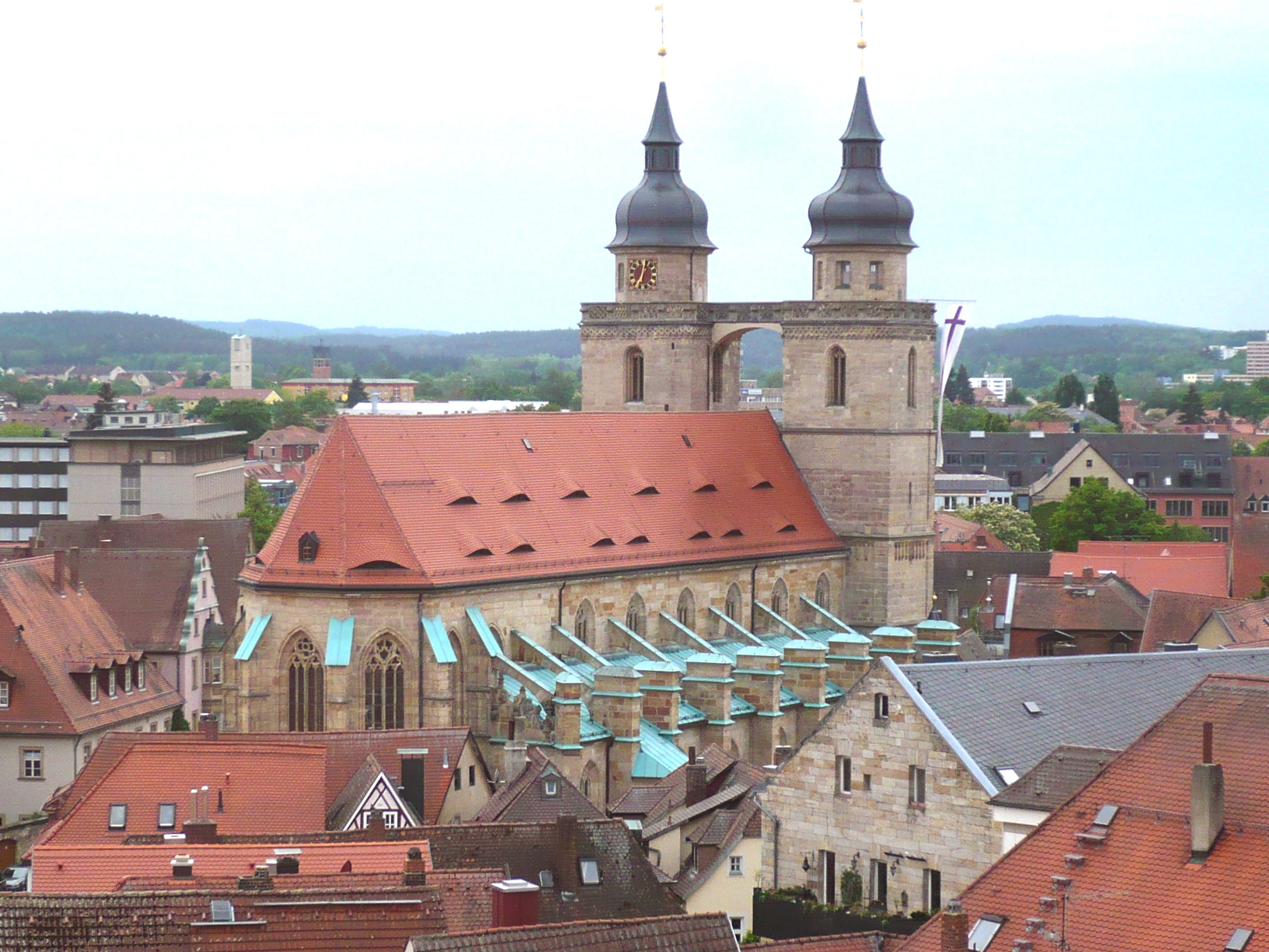
Stadtkirche

Die Stadtkirche ist die älteste Kirche der Stadt. Die dreischiffige Basilika mit zwei Türmen im spätgotischen Stil beherbergt eine Gruft der Markgrafen von Brandenburg-Bayreuth. In seiner heutigen Form stammt das Bauwerk aus dem Jahr 1439. 1605 wurde die damalige Holzbalkendecke bei einem Stadtbrand zerstört, 1621 stürzten die Türme bei einem erneuten Brand ein. 1668 erhielt das Gebäude seine endgültige Gestalt. Auf dem nördlichen Turm lebte und arbeitete bis 1932 der Türmer, der nach Bränden und anrückenden feindlichen Truppen Ausschau hielt.
Von 1748 bis 1750 wurde die Spitalkirche im Markgrafenstil errichtet. Der Nachfolgebau einer zu klein gewordenen Kirche aus dem 12. Jahrhundert weist einen Kanzelaltar auf.
Die Schlosskirche aus dem Jahr 1758 war die Kirche der protestantischen Markgrafen. Nach dem Verkauf der Stadt an das Königreich Bayern im Jahr 1810 wurde sie 1812 zur katholischen Pfarrkirche. In der oberirdischen Gruft ruhen das Markgrafenpaar Friedrich III. und Wilhelmine und deren Tochter Elisabeth Friederike.

## Museen

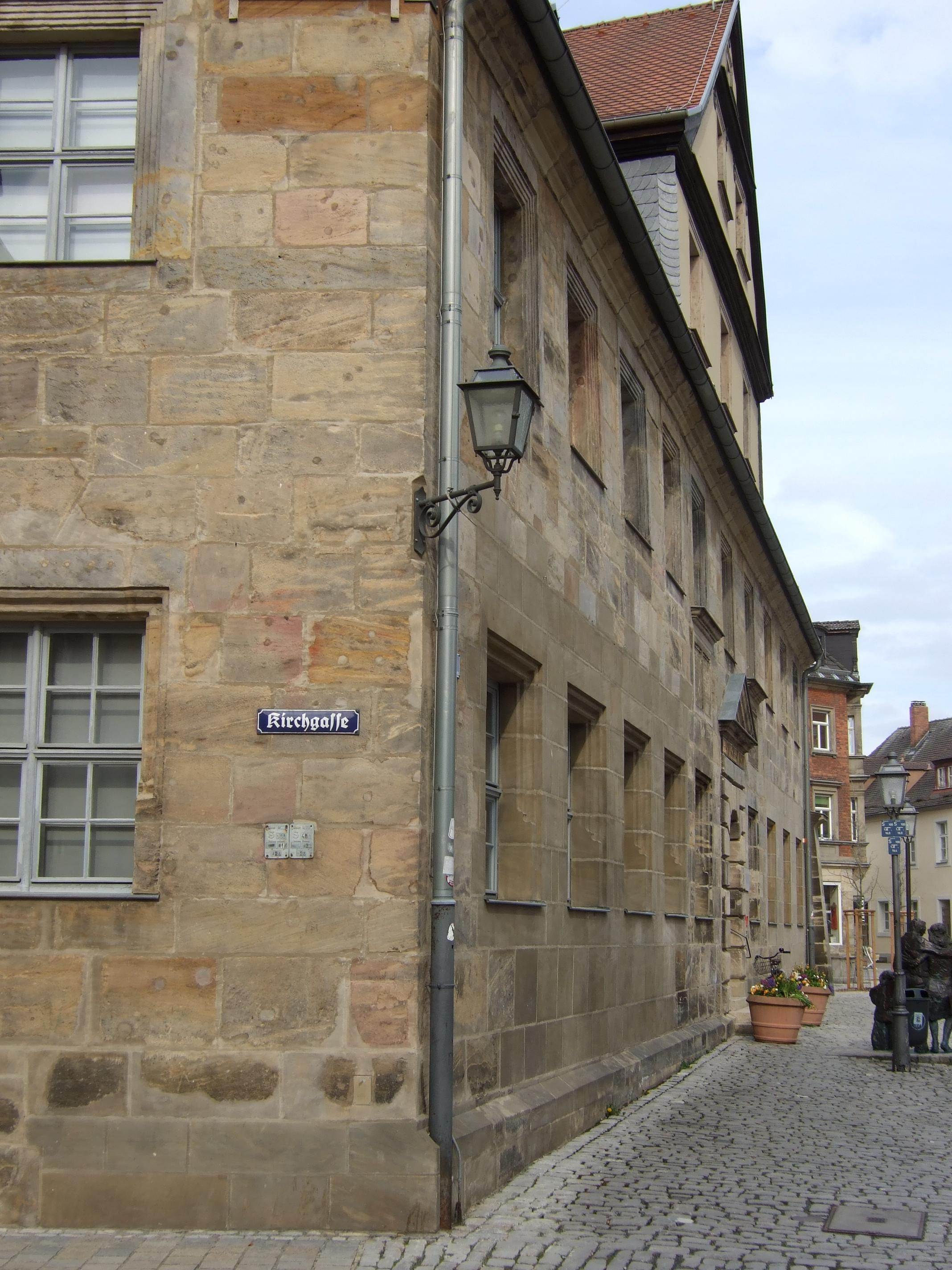
Alte Lateinschule, seit 1996 Historisches Museum

- Archäologisches Museum im Italienischen Bau des Neuen Schlosses, Ludwigstraße 21
- Zweiggalerie der Bayerischen Staatsgemäldesammlungen im Neuen Schloss
- Museum Das Bayreuth der Wilhelmine im Neuen Schloss
- Deutsches Freimaurer-Museum im Haus der Freimaurerloge Eleusis zur Verschwiegenheit, Im Hofgarten 1
- Franz-Liszt-Museum im Sterbehaus Franz Liszts, Wahnfriedstraße 9, eröffnet am 22. Oktober 1993[81]
- Historisches Museum in der Alten Lateinschule, Am Kirchplatz 4[82]

Das 1985 entstandene und 1996 an den heutigen Standort umgezogene Museum befasst sich mit der Geschichte und Entwicklung der Stadt vom späten Mittelalter bis ins 20. Jahrhundert. Es befand sich zunächst im Lüchau-Haus in der Kanzleistraße 1; im Gebäude der Alten Lateinschule aus dem 16. Jahrhundert war, aufgrund der räumlichen Nähe zum Türmer auf dem Nordturm der Stadtkirche, von 1876 bis 1988 die Wache der städtischen Feuerwehr untergebracht.
- Iwalewahaus, wechselnde Ausstellungen zeitgenössischer außereuropäischer – insbesondere afrikanischer – Kunst, Wölfelstraße 2
- Jean-Paul-Museum im ehemaligen Wohnhaus von Houston Stewart Chamberlain und Richard Wagners Tochter Eva Chamberlain, Wahnfriedstraße 1

2020 entwickelte der städtische Kulturreferent in Abstimmung mit dem Kulturausschuss ein Konzept, das Chamberlain-Haus künftig für ein NS-Dokumentationszentrum zu nutzen. Als neuer Standort des Jean-Paul-Museums ist das Haus Friedrichstraße 5 angedacht, in dem Jean Paul ab 1813 lebte und im Jahr 1825 verstarb.
- Johann-Baptist-Graser-Schulmuseum in der Graserschule, Schulstraße 4
- Jüdisches Museum in der ehemaligen markgräflichen Münzstätte („Alte Münze“),[87] Münzgasse 9
- Kunstmuseum Bayreuth im Alten Rathaus, Maximilianstraße 33
- Markgräfliche Prunkräume und Sammlung Bayreuther Fayencen im Neuen Schloss
- Richard-Wagner-Museum im Haus Wahnfried, Richard-Wagner-Straße 48
- Urwelt-Museum Oberfranken, im Lüchau-Haus Kanzleistraße 1: Der Schwerpunkt dieses regionalen Naturkundemuseums liegt auf der Geschichte der belebten (Paläontologie) und unbelebten (Geologie und Mineralogie) Natur Oberfrankens. Auf ca. 600 m² Fläche sind seit 1998 rund 14.000 Exponate ausgestellt.[88]

## Veranstaltungsorte
Das Markgräfliche Opernhaus, das nach einer mehrjährigen Sanierung im April 2018 wiedereröffnet wurde, steht für jährlich 30 Kulturveranstaltungen zur Verfügung. Laut bayerischer Schlösserverwaltung seien denkmalpflegerische Kriterien bei der Vergabe entscheidend. Zudem sollten die Veranstaltungen „zum Charakter der Hauses passen“.
Am 18. Oktober 1908 wurde am Josephsplatz mit dem Central-Theater das erste Bayreuther Kino eröffnet und im September 1964 wieder abgebrochen. In der Richard-Wagner-Straße war das nach 1974 abgerissene „Bali“ (Bayreuther Lichtspiele, vormals Lichtspielhaus Sonne, dann Blücher-Lichtspiele) nach dem Zweiten Weltkrieg zunächst das einzige Kino der Stadt.
Das 1925 eröffnete Konzert- und Lichtspielhaus Reichshof in der Maximilianstraße 28 wurde im April 1945 durch das sich auf der Nordseite des Marktplatzes ausbreitende Feuer zerstört. Nach dem Wiederaufbau wurde es bis 1997 als Kino betrieben, später nach langjährigem Leerstand für Kulturveranstaltungen wieder geöffnet. Im Sommer 2018 sollte der nun als „Kulturbühne Reichshof“ bezeichnete Veranstaltungsort zunächst für Opernaufführungen genutzt werden, eine dauerhafte Genehmigung für den Betrieb als Kultur-Spielstätte wurde im April 2019 erteilt.
Die Stadthalle am Jean-Paul-Platz wurde 2017 geschlossen, sie sollte nach einer umfassenden Sanierung im Herbst 2022 unter dem Namen „Friedrichsforum“ als Kulturzentrum wiedereröffnet werden.

## Schulen
- Graserschule

Die nach Johann Baptist Graser (1810 bis 1825 Kreisschulrat in Bayreuth) benannte Volksschule wurde am 1. November 1875 als „Central-Schule“ eingeweiht. Sie wies 31 geräumige Schulsäle, verbesserte Lichtverhältnisse und eine Zentralheizung auf, verfügte über einen kleinen botanischen Garten, eine Vogelsammlung, eine Mineraliensammlung und physikalische Apparate. Bei der Eröffnung waren die 1640 Schüler auf 11 Knaben- und 13 Mädchenklassen verteilt. 1910 wurden bereits 2136 Kinder unterrichtet.
Eine erste Bayreuther Volksschule hatte Graser in der ehemaligen Markgräflichen Münze in der Münzgasse 9 eingerichtet. Bis zu 80 Kinder drängten sich dort in den Klassenzimmern, die Mädchen durften den Pausenplatz vor der Schule nicht betreten.
- Richard-Wagner-Gymnasium

Das Gymnasium hat seinen Ursprung in der Höheren Töchterschule, die 1867 den Unterricht aufnahm. Zunächst war sie im zweiten Stock des Hauses Kanzleistraße 13 untergebracht, 1868 zog sie in den Küchenbau des Neuen Schlosses am Glasenappweg um. 1903 wurde sie in Städtische Höhere Schule für Mädchen umbenannt, 1906 wurde mit dem Bau eines neuen Schulhauses an der Stelle des im Vorjahr geschlossenen alten Spitals begonnen. Das 222.737 Mark teuere Gebäude an der Dammallee wurde im September 1908 eingeweiht. 1924 erhielt die Schule den Namen Städtisches Mädchenlyzeum, in jener Zeit wurde erstmals eine Abschlussprüfung (nach zehnjährigem Schulbesuch) eingeführt. Eine zum Abitur führende Oberstufe gab es erst ab den späten 1930er Jahren. 1942 legten an der nun Mädchenoberschule genannten Schule erstmals Schülerinnen das Abitur ab, doch 1944 gab es bereits keine Oberklassen mehr. Am 14. April 1945 nahmen die US-Truppen das unversehrte Gebäude als Quartier in Beschlag.
Zu Beginn des Schuljahres 1946/47 stand es der Schule, nun Mädchenoberrealschule genannt, wieder zur Verfügung. 1964 konnte ein Erweiterungsbau an der alten Wolfsgasse eröffnet werden. 1965 wurde die Schule zum Richard-Wagner-Gymnasium, 1971 wurde sie verstaatlicht und 1976/77 auch für Knaben geöffnet.

## Gewässer und Brunnen

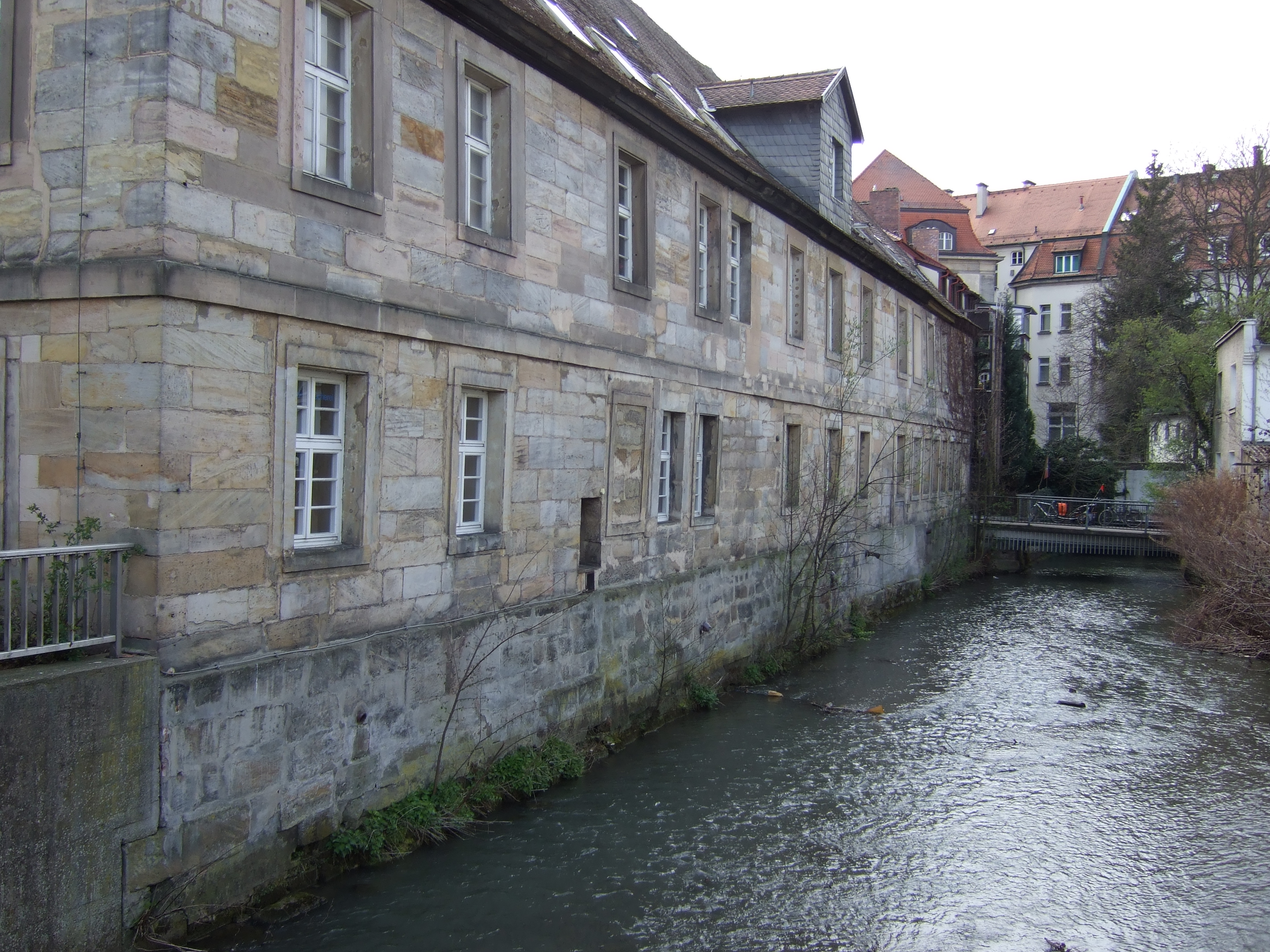
Mühlkanal an der Telemannstraße, links die ehemalige markgräfliche Münzprägeanstalt („Alte Münze“)

Der Rote Main, bedeutendstes Fließgewässer der Stadt, wurde am Nordrand der Innenstadt in den 1970er Jahren weitgehend gedeckelt. Neben dem Hohenzollernring und der Kreuzung mit der Bahnhofstraße wurden über seinem Bett Parkplatzflächen angelegt. Vor und hinter diesem Bereich wurde das einst beiderseits einer schmalen Rinne grasbewachsene Flussbett betoniert. Westlich der Schulstraße lässt sich noch erahnen, wie er seit seiner „Bändigung“ (Regulierung nach der Hochwasserkatastrophe im Stadtteil Neuer Weg von 1909) im Jahr 1916 dort aussah.

Deckelung des Mühlkanals für den Bau des Gebäudes der Bayerischen Staatsbank (seit 2013: Iwalewahaus) und Abbruch der „Münzmühle“ (rechts) in der unteren Opernstraße im Jahr 1903; links ein „Wölfelbau“ mit dem Textilgeschäft Kurzmann

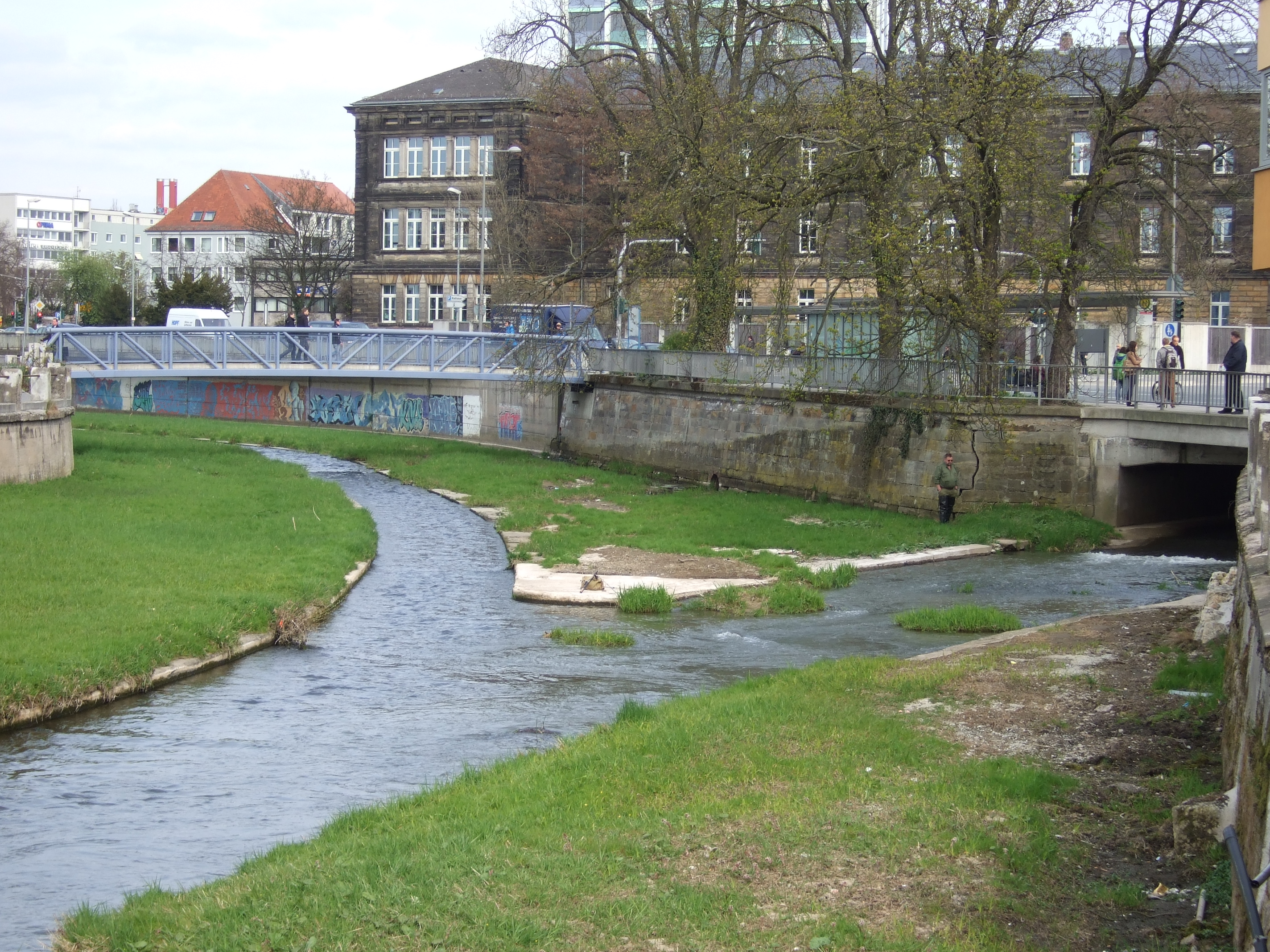
Mündung des Mühlkanals (von rechts) in den „Altbach“ westlich der Schulstraße, im Hintergrund die Graserschule

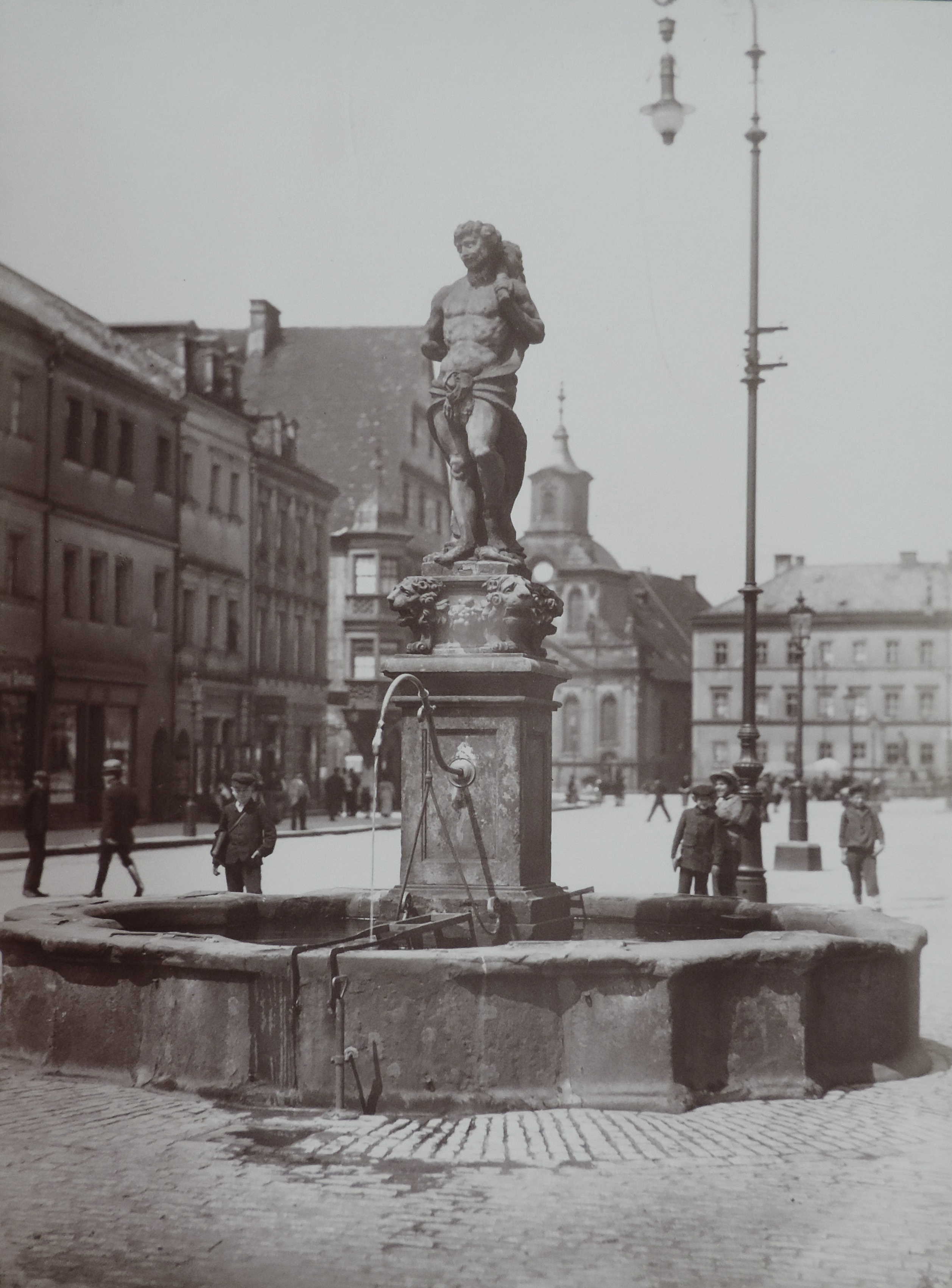
Herkulesbrunnen in der Maximilianstraße

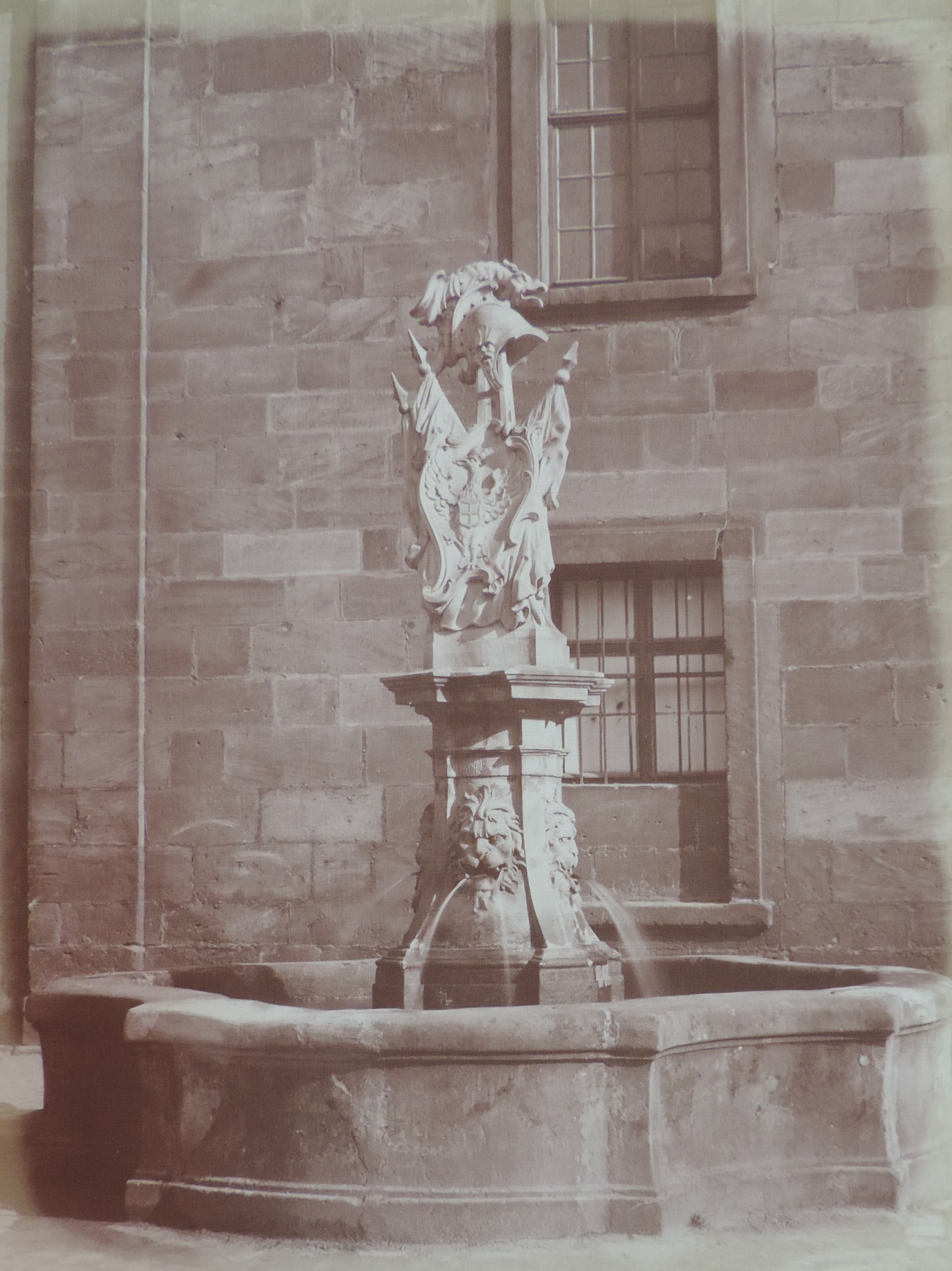
Trophäenbrunnen bzw. Waisenhausbrünnlein in der Ludwigstraße, um 1910

Am östlichen Stadtrand zweigt vom Hauptlauf der bereits im 15. Jahrhundert nachweisbare Mühlkanal ab, der näher an der Innenstadt liegt als der dort auch „Altbach“ genannte Rote Main selbst. Am Mühlkanal lagen mehrere Wassermühlen, von denen die 1476 erstmals erwähnte Lohmühle bis 1920 in Betrieb war. Sie bestand eigentlich aus zwei Mühlen, erhielt im letzten Drittel des 17. Jahrhunderts einen dritten Mahlgang und wurde im Lauf der Jahrhunderte unterschiedlich genutzt: zur Herstellung von Lohe, als Schneidmühle und zuletzt für die Fertigung von Backpapier. Am gegenüberliegenden Ufer befand sich eine Schleif- und Poliermühle, die später Tabak zerkleinerte und im 19. Jahrhundert zur Badeanstalt „Rosenau“ umgebaut wurde. Erstmals 1421 erwähnt wurde die sogenannte Münzmühle im Bereich des heutigen Iwalewahauses, die wegen ihrer Funktion als Mühle des Hofs auch als „Herrnmühle“ bezeichnet wurde. In späterer Zeit wurde dort eine Gipsmühle angegliedert. Nach einem Brand im Jahr 1903 wurde sie abgebrochen, um den Durchbruch der Wölfelstraße und die Verbreiterung der Münzgasse zu ermöglichen.
Ursprünglich verlief der Kanal westlich der Telemannstraße weitgehend offen, seine erste Deckelung erfolgte 1894 an der unteren Opernstraße zwischen der Wölfelstraße und dem Luitpoldplatz. An dieser Stelle wurde er 1998 wieder freigelegt und wird dort im örtlichen Sprachgebrauch oft als „Canale Grande“ bezeichnet. Verschwunden ist er hingegen unter dem ab 1933 von den Nationalsozialisten errichteten Haus der Deutschen Erziehung (jetzt Verwaltungsgebäude des E.ON-Konzerns). und später längs der Kanalstraße. Er taucht nach der Verbreiterung der Kanalstraße erst kurz vor seiner Mündung wieder auf.
Was vom Sendelbach am Südrand der Innenstadt noch zu sehen ist, ist größtenteils auf Privatgrundstücken verborgen. Nur an den Brücken Moritzhöfen und Wilhelminenstraße sind noch offene Abschnitte zu erkennen. Wo einst der im Jahr 1860 zugeschüttete Dammweiher mit dem ihn umgebenden Stadtpark lag, verläuft der Bach unterirdisch unter der Dammallee.
Vollkommen unter den Straßen verschwunden ist das mittelalterliche Lösch- und Abwasserkanalsystem des Tappert. Nur im Hofgarten ist ein Abzweig, dort als Zierkanal, noch zu sehen. Beim Umbau des Marktplatzes wurden 2010 Reste des einstigen Kanalbetts gefunden, eine Reaktivierung als „Stadtbächlein“ war wegen der tiefen Lage aber nicht möglich. Stattdessen wurde vor der nördlichen Häuserfront eine wasserführende Zierrinne neu geschaffen.
Die drei Brunnen auf dem Marktplatz waren für die Trinkwasserversorgung der oberhalb der natürlichen Fließgewässer lebenden Bevölkerung von entscheidender Bedeutung. Laut ortspolizeilicher Vorschrift von 1884 war es daher verboten, „Pferde oder andere Thiere aus den Brunnentrögen zu tränken“ oder darin „Gefäße, Wäsche, Kleidungsstücke, Gemüse oder sonstige Gegenstände zu waschen oder zu spülen“. Auch für gewerbliche Zwecke durfte kein Wasser entnommen werden.
Von den einstigen Ziehbrunnen in der Innenstadt ist kein funktionsfähiger mehr erhalten. Belegt ist der Brunnen vor der Stadtkirche, der an die erste Frischwasserleitung der Stadt (Alte Quellhofleitung) aus dem Jahr 1611 angeschlossen war. Auf dem Bernd-Mayer-Platz nördlich der Stadtkirche wurde in den 1990er Jahren der Siechenhaus- bzw. Armenhausbrunnen aufgestellt, der sich vorher an der Rotmainhalle und ursprünglich am Siechenhaus (Erlanger Straße 59) befand.
Im frühen 17. Jahrhundert gab es auf dem Marktplatz nur einen öffentlichen Brunnen, etwa an der Stelle des heutigen Herkulesbrunnens. Er wurde vom Wasser des Tappert gespeist und existierte vermutlich bereits im 13. Jahrhundert; belegt ist seine Reparatur im Jahr 1531. Markgraf Christian Ernst befahl 1671, den hölzernen Röhrenkasten-Brunnen durch eine mit der Figur des Herkules geschmückte Steinkonstruktion zu ersetzen. Für den Transport der Steine wurde eigens ein für eine Last von 80 bis 100 Zentnern ausgelegter Wagen gebaut, der mit acht bis zehn Pferden bespannt wurde.
Vor allem aus der Markgrafenzeit stammt eine größere Anzahl von Zierbrunnen:
- Der Famabrunnen auf dem Marktplatz, 1708 vom Hofbildhauer Elias Räntz vollendet.[110] Vermutlich trägt er einen unzutreffenden Namen und zeigt nicht die römische Göttin Fama. Die Statue weist, einem erwachsen gewordenen Putto nicht unähnlich, eher männliche Körpermerkmale auf, während Frauen im Barock mit ausgeprägt weiblichen Formen dargestellt wurden. Ihre Stellung auf einer Kugel ist ebenfalls untypisch und passt eher zur Glücksgöttin Fortuna. Während der 32 Jahre ältere Herkulesbrunnen stets als solcher bezeichnet wurde, hieß der Famabrunnen lange „oberer Bronnen“ bzw. „Brunnen bey der Schloß-Apotheke“.[111]

Seine Entstehung verdankt der Famabrunnen der Erweiterung des Alten Schlosses auf sechs Flügel, wofür der alte Schlossbrunnen abgebrochen werden musste. 1694 bat der Stadtrat um die kostenlose Überlassung der Brunnensteine, was Markgräfin Sophie Luise im selben Jahr bewilligte. Diese wurden, wegen ihres unerwartet schlechten Zustands, nach dem vermutlich erst im Jahr 1704 erfolgten Abbruch aber nicht verwendet, stattdessen wurde ein neuer Brunnen geschaffen.
Um in der Maximilianstraße Platz für vier Fahrspuren zu schaffen, wurde der Famabrunnen 1965 13 Meter marktabwärts und zur nördlichen Häuserfront hin versetzt, nachdem verschiedene alternative Standorte mit einem vereinfachten Modell untersucht worden waren. Seit 2010 steht er wieder an der alten Stelle.
- Der 1676 nach Plänen des Schlossbaumeisters Elias Gedeler errichtete Herkulesbrunnen auf dem Marktplatz.[108] Dessen erste Herkules-Statue wurde vom Ulmer Bildhauer Georg Wieshack geschaffen,[111] 1755 erhielt er eine neue Figur von Johann Gabriel Räntz. 1690 wurde er an die Saaser Wasserleitung, 1732 dann an die aus der Altstadt herangeführte Fuchssteiner Wasserleitung angeschlossen.[108]
- Der Markgrafenbrunnen vor dem Neuen Schloss, eine barocke Brunnenanlage von Elias Räntz aus dem Jahr 1699.[113]
- Der Neptunbrunnen auf dem Marktplatz stammt aus dem Jahr 1755.[114] Errichtet wurde er, als Ersatz für einen früheren Brunnen vor der Spitalkirche, auf dem Platz des abgebrochenen Brauhauses. Künstlerischer Gestalter des Brunnens war Johann Gabriel Räntz.[108]
- Der Amphitritebrunnen im Hofgarten von 1758, in der Achse des Zierkanals. Von der Figurengruppe Triumphzug des Neptun in Potsdam inspiriert, wollte Markgräfin Wilhelmine einen entsprechenden Brunnen im Hofgarten errichten lassen. Um dessen Figuren, die die Brüder Johann David und Lorenz Wilhelm Räntz schufen, in Szene zu setzen, wurde der zentrale Kanal des Parks angelegt. Da Wilhelmine kurz vor der Vollendung des Werks starb, wurde mit Amphitrite nur eine der vorgesehenen Skulpturen installiert. Einen Teil der anderen Figuren holte Wilhelmines Tochter Elisabeth Friederike Sophie in den Park des Schlosses Fantaisie, wo sie einen Brunnen unterhalb der Kaskade zieren.[115]
- Der Obeliskenbrunnen neben der Stadtkirche von 1788.[116]
- Der Trophäenbrunnen,[117] auch als Waisenhausbrünnlein bezeichnet,[118] in der Ludwigstraße am Storchenhaus. Er entstand im Jahr 1748 zusammen mit der markgräflichen Reithalle und befand sich zunächst auf dem Paradeplatz (heute: Jean-Paul-Platz) vor dem ehemaligen Waisenhaus. Geschaffen wurde er vom Hofbildhauer Johann Gabriel Räntz, der Trophäenaufbau wird Johann Jeremias Martini zugeschrieben. Der Brunnen zeigt eine F-Initiale (das F steht für Friedrich III.) und den brandenburgischen Adler mit Schild, Krone und zwei wehenden Fahnen. Auf der Säule ist Friedrichs Drachenhelm zu sehen. 1848 musste er dem Jean-Paul-Denkmal weichen und wurde an seine heutige Stelle versetzt.[119]

In jüngerer Zeit kamen hinzu:
- Der 1914 eingeweihte Wittelsbacherbrunnen gegenüber dem Markgräflichen Opernhaus erinnert an die seinerzeit hundert Jahre währende Verbindung Bayreuths mit den Wittelsbachern.[120]
- Der Reiterbrunnen auf dem Sternplatz von 1922, von Hans Reissinger als Denkmal für das bis 1918 in Bayreuth stationierte königlich-bayerische 6. Chevauleger-Regiment entworfen.[121] Er ist bereits der vierte Brunnen an dieser Stelle.[122]
- Der begehbare Brunnen vor dem Ehrenhof des Alten Schlosses, 2010 errichtet.[123]

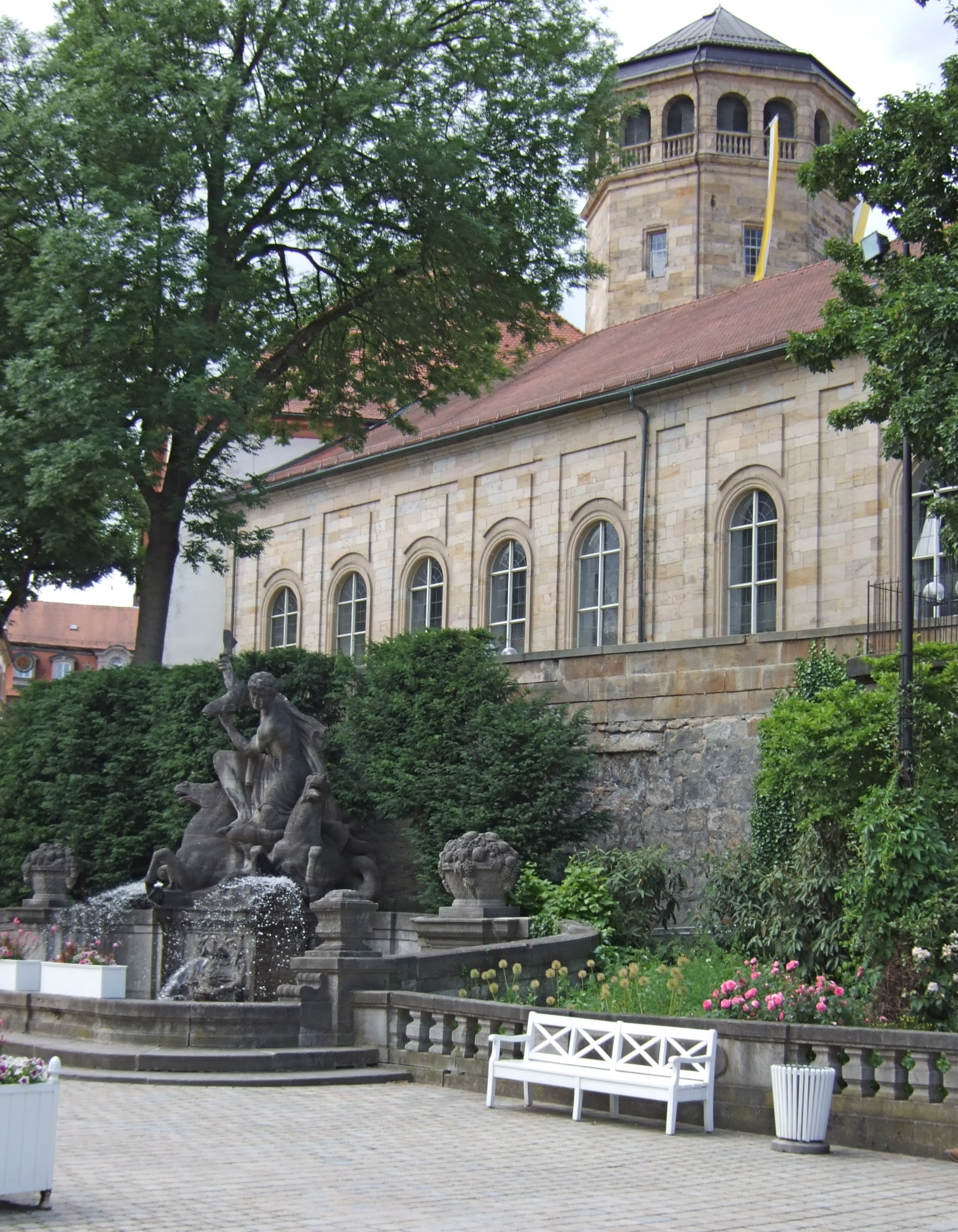
Wittelsbacherbrunnen, Schlosskirche und Schlossturm
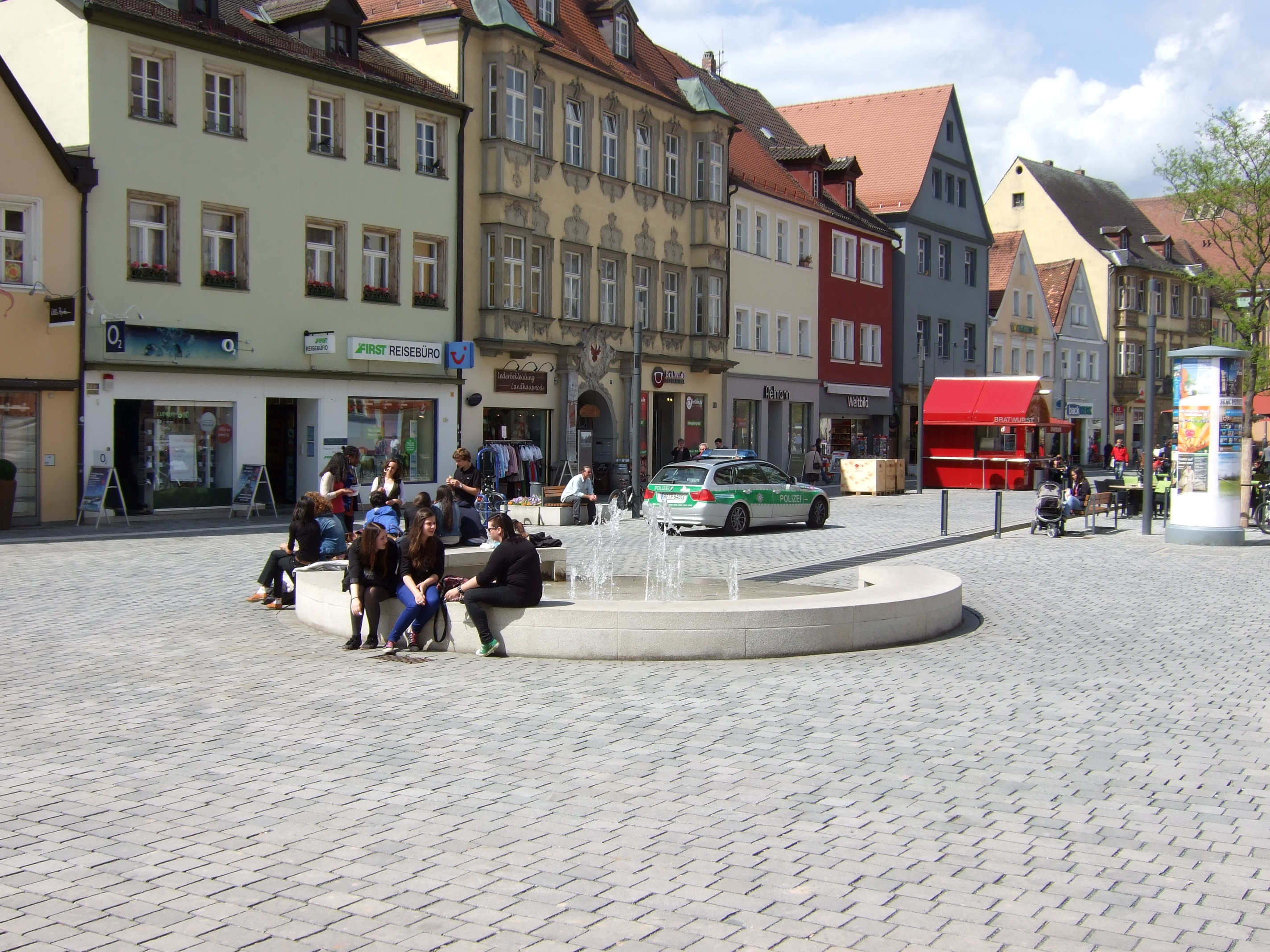
Brunnen vor dem Ehrenhof und „Stadtbächlein“ auf dem Marktplatz
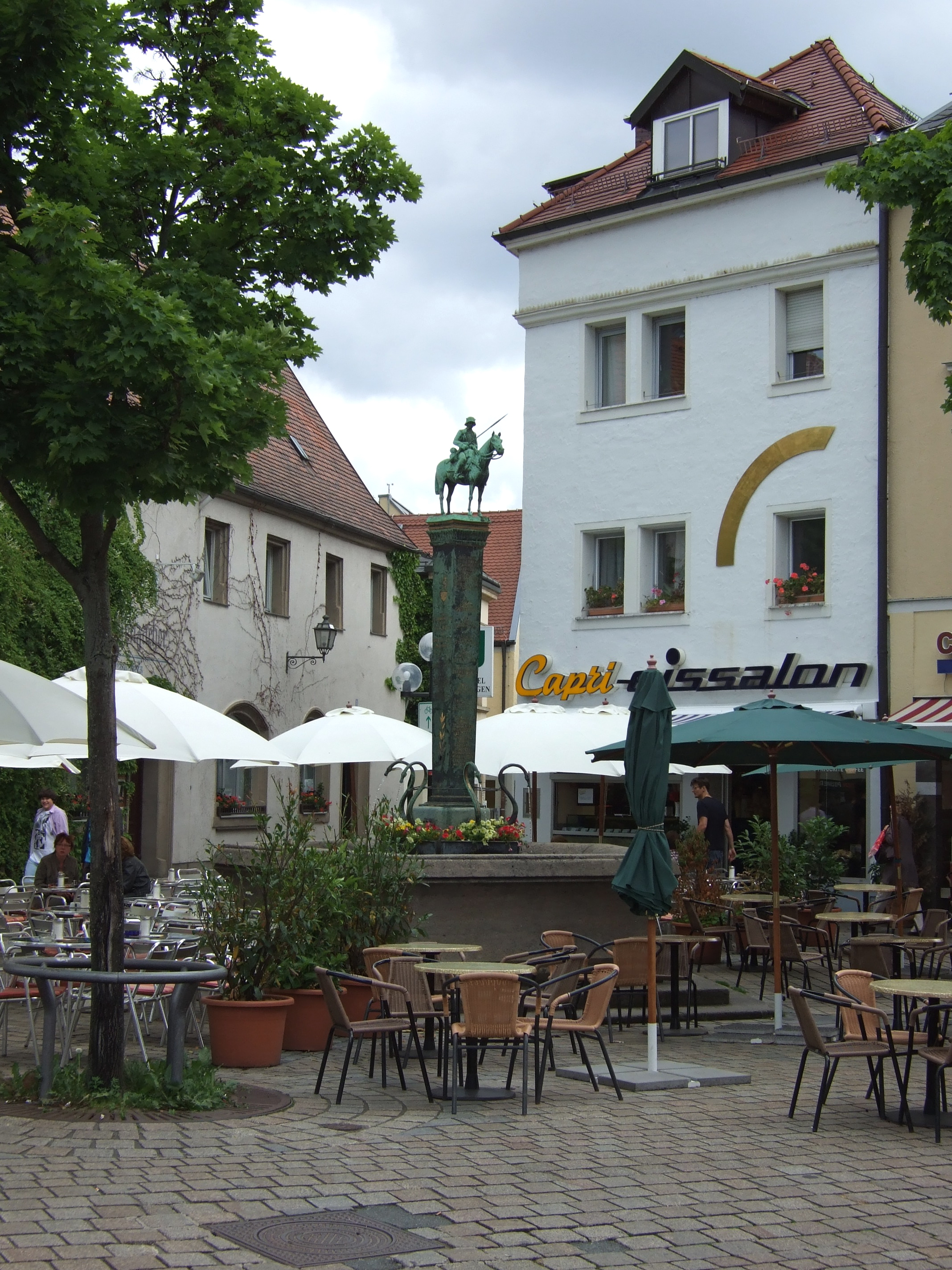
Sternplatz mit Reiterbrunnen
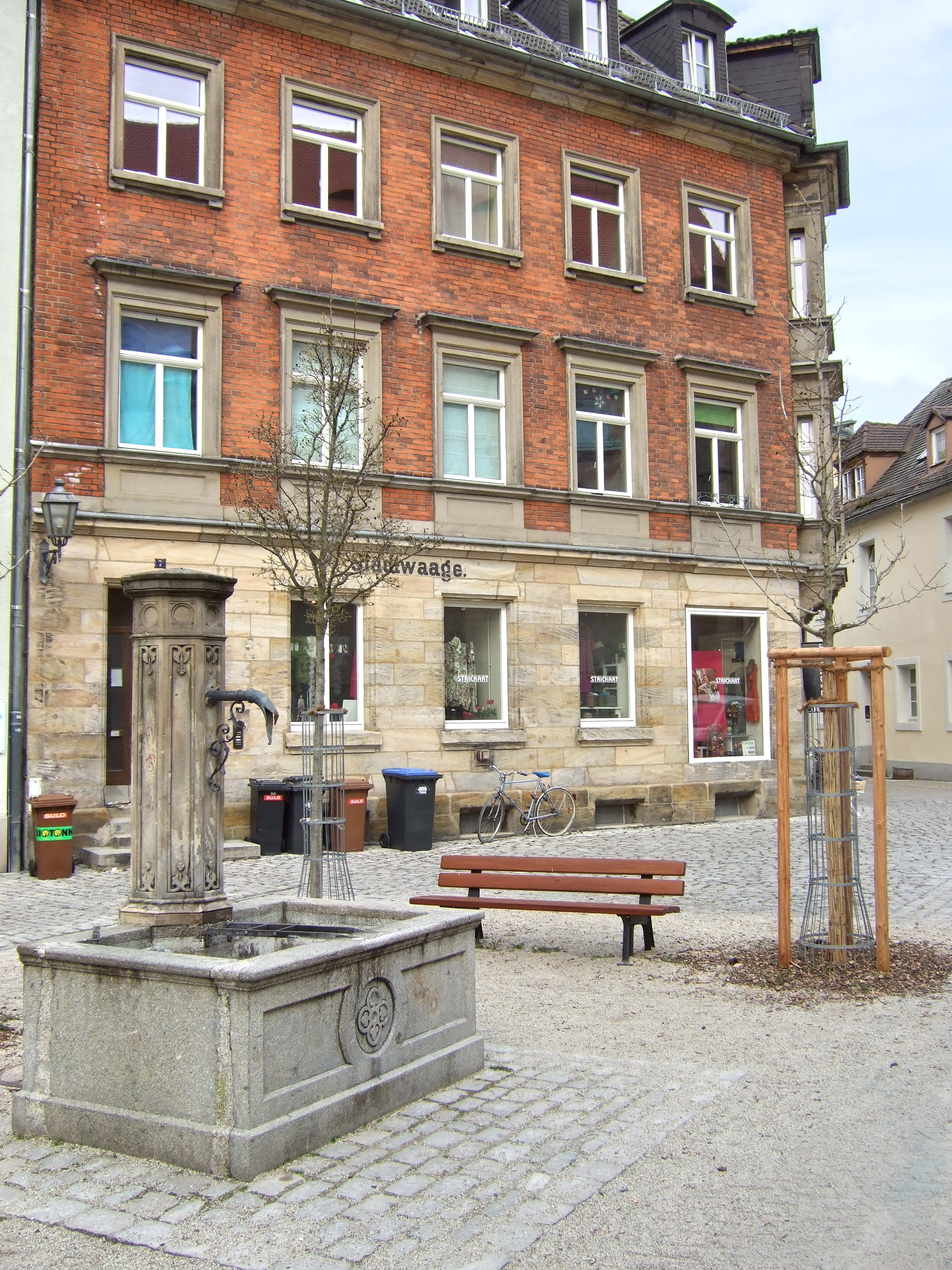
Siechenhaus- oder Armenhausbrunnen auf dem Bernd-Mayer-Platz
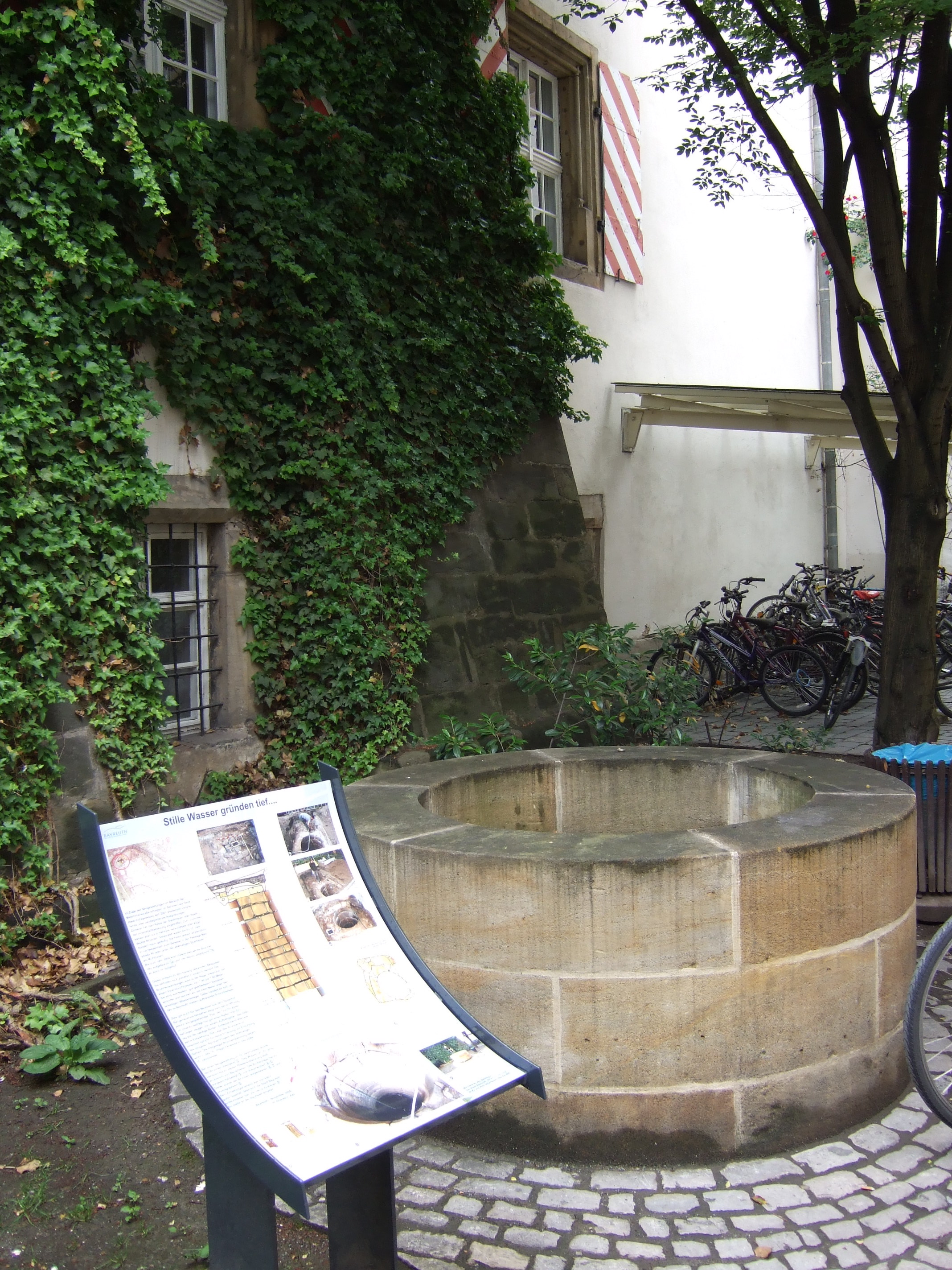
Rekonstruierter Schachtbrunnen im Spitalhof

## Parks und sonstige Grünanlagen

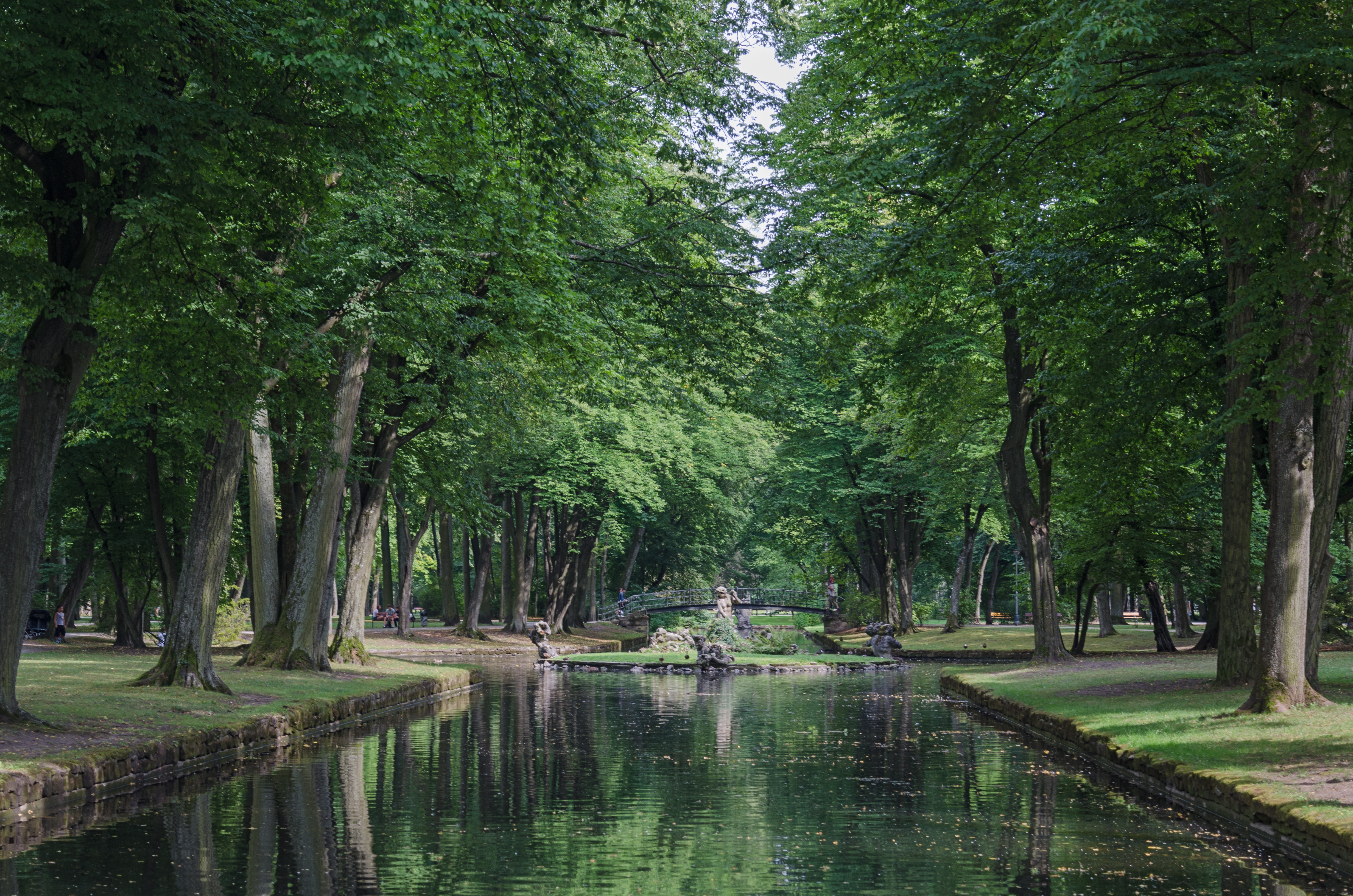
Hofgarten

Die erste öffentliche Grünanlage der Stadt entstand während der Regierungszeit des Markgrafen Friedrich am Unteren Stadtgraben. 1751 war der Park um den dreigeteilten Dammweiher fertiggestellt, 1833 wurde erstmals die Dammallee erwähnt. Nach 1863 wurde das Gelände Baugebiet, der See zugeschüttet und der ihn speisende Sendelbach unterirdisch kanalisiert. 1865 baute der Bayreuther Turnverein an der Dammallee die erste Turnhalle der Stadt, die für mehr als hundert Jahre eine ihrer wichtigsten Sportstätten wurde. 1875 eröffnete der Bäckermeister Leonhard Schobert an der Dammallee den „Schobertsgarten“, eines der meistfrequentierten Gartenlokale Bayreuths.
Am südöstlichen Rand des historischen Zentrums befindet sich mit dem Schlosspark Hofgarten die nach der Eremitage zweitgrößte Parkanlage der Stadt. Er wird von einem langgestreckten Zierkanal mit Inseln und drei Brücken, darunter zwei filigranen Bogenbrücken mit Eisengeländern, von Ost nach West durchzogen. Die Insel am Zufluss des Kanals ist begehbar. Der Abschluss des stumpfen Südarms mit seiner runden Mittelinsel entspricht seit den 1980er Jahren nicht mehr der historischen Anlage.
Im anschließenden Park von Haus Wahnfried, dem Wohnhaus Richard Wagners, befinden sich die Grabstätten von Richard und Cosima Wagner sowie ihres Hundes Russ. Dort wurden Mitte März 2012 durch die Stadtverwaltung mehrere große Bäume gefällt. Hierfür wurden die Baumschutzverordnung und die Vogelschutzbestimmungen missachtet bzw. kurzerhand außer Kraft gesetzt. Der Bebauungsplan für das Richard-Wagner-Museum war zu diesem Zeitpunkt nicht rechtskräftig, die Finanzierung nicht gesichert.
Südlich der unteren Opernstraße wurden auf dem Hang zur oberen Innenstadt die Schlossterrassen angelegt. Auf dem nahen Luitpoldplatz entstand im 18. Jahrhundert eine langgestreckte Grünanlage mit Alleebäumen.

## Verkehr

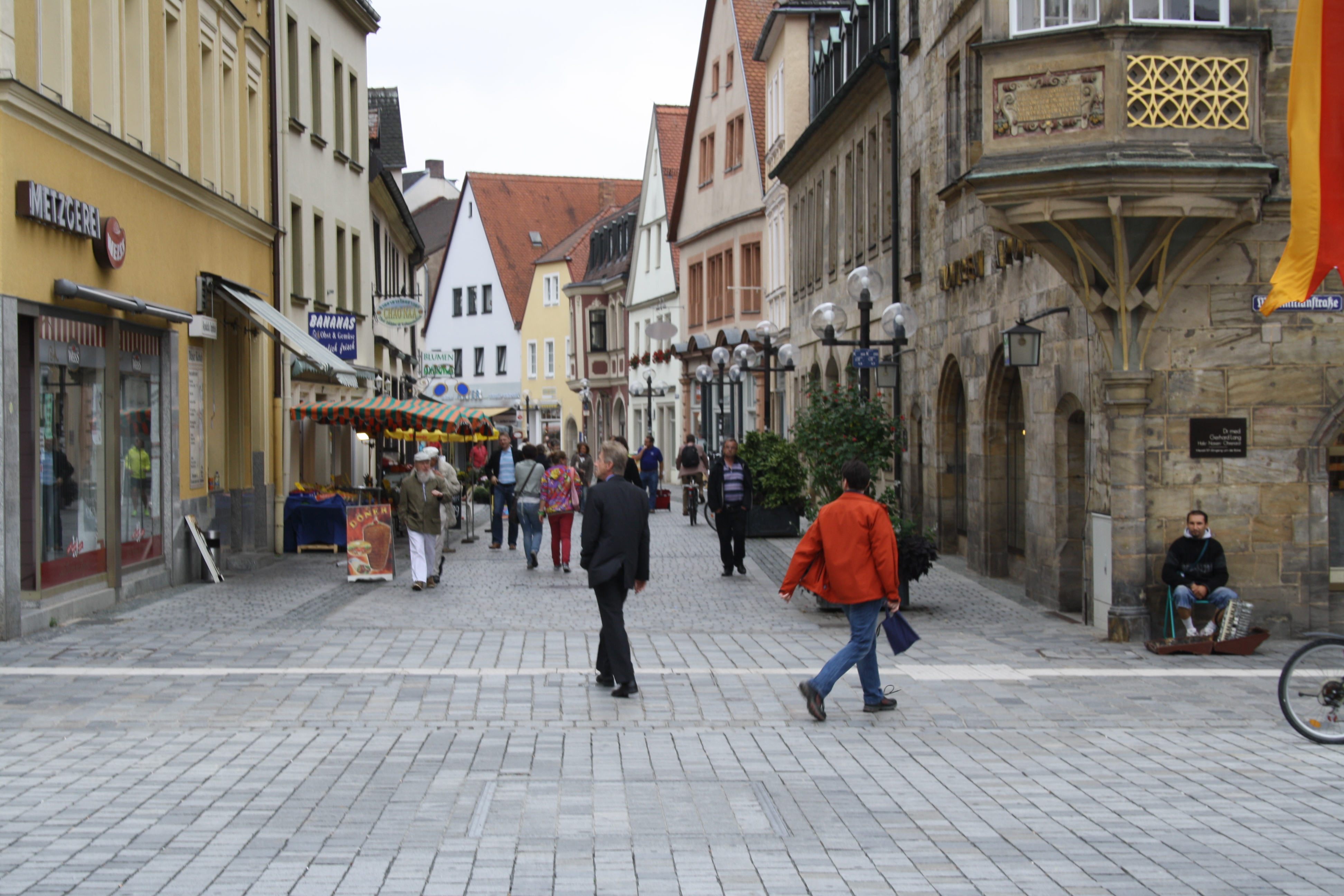
Sophienstraße in der Fußgängerzone

Der Straßenzug Richard-Wagner-Straße – Maximilianstraße (Markt) war bis in die 1970er Jahre hinein die Hauptverkehrsachse der Stadt. In der Richard-Wagner-Straße waren in der Nachkriegszeit die Bundesstraßen 2, 22 und 85 gebündelt. Die Bundesstraße 2 führte ab dem Sternplatz über die Opernstraße, den Luitpoldplatz und die Ludwigsbrücke nach Norden. Die Bundesstraßen 22 und 85 verliefen über den Markt und trennten sich in Höhe der Spitalkirche (B 22 weiter durch die untere Maximilianstraße, B 85 durch das Mühltürlein). In den 1960er Jahren wurde der Markt „autogerecht“ ausgebaut, u. a. mit vier Fahrspuren und einer Fußgängerunterführung in Höhe der Schulstraße.
Der Stadtkernring brachte in den 1970er Jahren eine merkliche Entlastung. 1978 entstand in der unteren Maximilianstraße Bayreuths erste Fußgängerzone; 1985 wurde auch ihr Hauptabschnitt als Fußgängerbereich ausgewiesen, die 1950 geschaffene Mittelinsel als zentraler Umsteigepunkt für die städtischen Linienbusse blieb aber bestehen. Sie wurde erst 22 Jahre später aufgegeben und durch die nahegelegene Zentrale Omnibushaltestelle (ZOH) auf dem 2006 zu diesem Zweck angelegten Hohenzollernplatz ersetzt. In die Fußgängerzone wurden auch die Richard-Wagner-Straße, das Mühltürlein, die ansteigenden Abschnitte der Opern- und der Schulstraße sowie die Sophienstraße und weitere Gassen einbezogen.

## Industrie

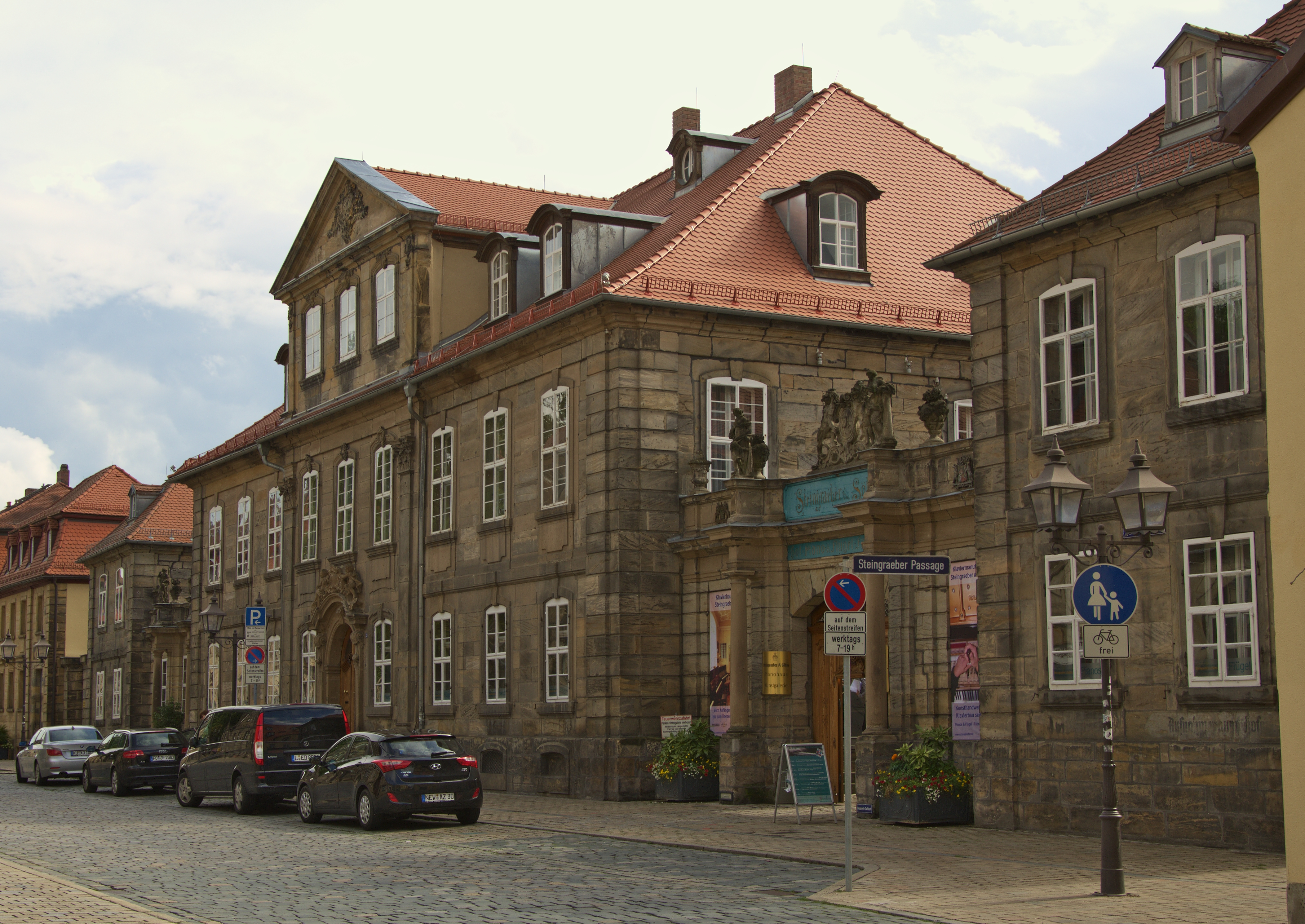
Steingraeber-Haus in der Friedrichstraße

Im Bereich der historischen Innenstadt, insbesondere an ihrem westlichen und südlichen Rand, waren auch Industriebetriebe angesiedelt. In der Jahnstraße existierte von 1919 bis 1967 das Franka Kamerawerk auf dem Gelände der ehemaligen Essig- und Likörfabrik Merkel.
Die Klaviermanufaktur Steingraeber wurde 1852 als Pianofortefabrik Steingraeber in Bayreuth gegründet. Seit 1871 hat sie ihren Sitz im historischen Steingraeber-Haus (ehemaliges Liebhardtsches Palais) in der Friedrichstraße. Die Fertigung der Klaviere und Flügel erfolgt im nahen Gebäude Dammwäldchen 1.
Nach der Trockenlegung des Dammweihers entstand in den 1860er Jahren auf dem Eckgrundstück der Dammallee zum Dammwäldchen die Zuckerwarenfabrik Sorge & Specht. Deren Hauptgebäude diente 1873/74 Richard Wagner und seiner Familie als Wohnhaus und später als Haus der Landwirtschaftlichen Berufsgenossenschaft. 1985 musste es einem Neubau weichen, der Portikus blieb erhalten.
Das städtische Gaswerk, oft nur „Die Gas“ genannt, befand sich an der Jean-Paul-Straße südlich des Hofgartens. An der Schrollengasse 335 (heute: Jean-Paul-Straße 36) produzierte eine Aktiengesellschaft seit 1853 zunächst aus Holz, ab 1864 aus Steinkohle, Leuchtgas für die rund 240 Laternen der Straßenbeleuchtung. 1890 erwarb die Stadt für 100.000 Mark das Unternehmen und baute auf dem Gelände ein neues Werk mit zwei Gasbehältern, das auch Wohnhäuser mit Gas belieferte. 1917 wurde ein zweiter Glockengasbehälter mit einem Fassungsvermögen von 10.000 m³ errichtet. Diese Menge Gas genügte damals, um die Stadt einen Tag lang zu versorgen. 1949 erhielt das Gaswerk von der Bahnstrecke Bayreuth–Hollfeld her einen Gleisanschluss. Mit der Umstellung auf Ferngas endete 1965 die Eigenerzeugung, die Kokerei und die drei hohen Schornsteine wurden in den Folgejahren abgerissen. 1977 wurde der kleinere, 1989 der zuletzt nur noch zur Spitzenlastoptimierung eingesetzte größere der beiden Gasbehälter abgebaut. Das Gelände wird nach wie vor von den Stadtwerken Bayreuth genutzt, die dort Ende der 1960er Jahre ein neues Verwaltungsgebäude errichteten.